# Campeonato de Primera Nacional 2024
El Campeonato de Primera Nacional «Carlos Timoteo Griguol» 2024 fue la cuadragésima edición del certamen, segunda categoría del fútbol argentino, en el que participaron treinta y ocho equipos. Comenzó el 2 de febrero y finalizó el 8 de diciembre. Las zonas y el cronograma de partidos fueron sorteados el día 3 de enero.
Los nuevos participantes fueron los dos equipos descendidos de la Primera División 2023: Arsenal, que volvió después de su última participación en la temporada 2018-19 y Colón, que regresó luego de su última participación en la temporada 2014. A su vez, se agregaron los tres ascendidos de la tercera categoría: el campeón de la Primera B 2023, Talleres, de la localidad de Remedios de Escalada, que recuperó la categoría luego de su última intervención en la edición 1994-95; el campeón del Torneo Federal A 2023, Gimnasia y Tiro, de la ciudad de Salta, que regresó a la categoría tras su última intervención en la edición 1999-00; y el ganador del partido por el ascenso entre ambas categorías, San Miguel, cuya última intervención fue en la edición 2000-01.
Consagró campeón al Club Atlético Aldosivi, que obtuvo el ascenso directo a la Primera División. También logró el ascenso el Club Atlético San Martín, de San Juan, ganador del Torneo reducido. Por otra parte, se produjeron tres descensos a la tercera categoría.

El estadio Julio César Villagra, sede de la final del torneo reducido por el segundo ascenso.

## Ascensos y descensos
| Pos.        | Descendidos de la Primera Nacional 2023 |
| ----------- | --------------------------------------- |
| 19.º Zona A | Flandria                                |
| 18.º Zona B | Villa Dálmine                           |

| Torneo        | Ascendidos de la tercera categoría |
| ------------- | ---------------------------------- |
| Primera B     | Talleres (RdE)                     |
| Federal A     | Gimnasia y Tiro (S)                |
| Gan. 3.º asc. | San Miguel                         |

| Cond.     | Ascendidos a la Primera División 2024 |
| --------- | ------------------------------------- |
| Campeón   | Independiente Rivadavia               |
| Gan. red. | Deportivo Riestra                     |

| Pos.       | Descendidos de la Primera División 2023 |
| ---------- | --------------------------------------- |
| 28.º Prom. | Arsenal                                 |
| 27.º Gen.  | Colón                                   |

- De esta manera, el número de equipos participantes aumentó a 38.

## Equipos participantes
| Equipo                 | Localidad             | Estadio                             | Capacidad |
| ---------------------- | --------------------- | ----------------------------------- | --------- |
| Agropecuario           | Carlos Casares        | Ofelia Rosenzuaig                   | 8000      |
| Aldosivi               | Mar del Plata         | José María Minella                  | 35 180    |
| All Boys               | Buenos Aires          | Islas Malvinas                      | 21 500    |
| Almagro                | José Ingenieros       | Tres de Febrero                     | 19 000    |
| Almirante Brown        | San Justo             | Fragata Presidente Sarmiento        | 25 000    |
| Alvarado               | Mar del Plata         | José María Minella                  | 35 180    |
| Arsenal                | Sarandí               | Julio Humberto Grondona             | 16 300    |
| Atlanta                | Buenos Aires          | Don León Kolbowsky                  | 18 000    |
| Atlético de Rafaela    | Rafaela               | Nuevo Monumental                    | 20 000    |
| Brown                  | Adrogué               | Lorenzo Arandilla                   | 4500      |
| Chacarita Juniors      | Villa Maipú           | Chacarita Juniors                   | 26 530    |
| Chaco For Ever         | Resistencia           | Juan Alberto García                 | 25 000    |
| Colón                  | Santa Fe              | Brigadier General Estanislao López  | 40 000    |
| Defensores de Belgrano | Buenos Aires          | Juan Pasquale                       | 10 000    |
| Defensores Unidos      | Zárate                | Mario Losinno                       | 6000      |
| Deportivo Madryn       | Puerto Madryn         | Abel Sastre                         | 8000      |
| Deportivo Maipú        | Maipú                 | Omar Higinio Sperdutti              | 8000      |
| Deportivo Morón        | Morón                 | Nuevo Francisco Urbano              | 32 000    |
| Estudiantes            | Caseros               | Ciudad de Caseros                   | 16 740    |
| Estudiantes            | Río Cuarto            | Antonio Candini                     | 11 000    |
| Ferro Carril Oeste     | Buenos Aires          | Arquitecto Ricardo Etcheverri       | 24 442    |
| Gimnasia y Esgrima     | Jujuy                 | 23 de Agosto                        | 24 000    |
| Gimnasia y Esgrima     | Mendoza               | Víctor Antonio Legrotaglie          | 14 000    |
| Gimnasia y Tiro        | Salta                 | Gigante del Norte                   | 24 300    |
| Güemes                 | Santiago del Estero   | Arturo Miranda                      | 12 000    |
| Guillermo Brown        | Puerto Madryn         | Raúl Conti                          | 14 500    |
| Mitre                  | Santiago del Estero   | Doctores José y Antonio Castiglione | 21 000    |
| Nueva Chicago          | Buenos Aires          | Nueva Chicago                       | 25 000    |
| Patronato              | Paraná                | Presbítero Bartolomé Grella         | 22 000    |
| Quilmes                | Quilmes               | Centenario Ciudad de Quilmes        | 32 200    |
| Racing                 | Córdoba               | Miguel Sancho                       | 22 000    |
| San Martín             | San Juan              | Ingeniero Hilario Sánchez           | 21 500    |
| San Martín             | San Miguel de Tucumán | La Ciudadela                        | 30 500    |
| San Miguel             | Los Polvorines        | Malvinas Argentinas                 | 7176      |
| San Telmo              | Isla Maciel           | Doctor Osvaldo Baletto              | 10 000    |
| Talleres               | Remedios de Escalada  | Pablo Comelli                       | 13 000    |
| Temperley              | Turdera               | Alfredo Beranger                    | 26 000    |
| Tristán Suárez         | Tristán Suárez        | 20 de Octubre                       | 7500      |

### Distribución geográfica de los equipos
| Jurisdicción                             | Cant. | Equipos |
| ---------------------------------------- | ----- | --- |
| Conurbano bonaerense                     | 13    | Almagro, Almirante Brown, Arsenal, Brown de Adrogué, Chacarita Juniors, Deportivo Morón, Estudiantes, Quilmes, San Miguel, San Telmo, Talleres (RdE), Temperley y Tristán Suárez. |
| Ciudad de Buenos Aires                   | 5     | All Boys, Atlanta, Defensores de Belgrano, Ferro Carril Oeste y Nueva Chicago. |
| Interior de la provincia de Buenos Aires | 4     | Agropecuario, Aldosivi, Alvarado y Defensores Unidos |
| Provincia de Chubut                      | 2     | Deportivo Madryn y Guillermo Brown |
| Provincia de Córdoba                     | 2     | Estudiantes (RC) y Racing |
| Provincia de Mendoza                     | 2     | Deportivo Maipú y Gimnasia y Esgrima |
| Provincia de Santa Fe                    | 2     | Atlético de Rafaela y Colón |
| Provincia de Santiago del Estero         | 2     | Güemes y Mitre |
| Provincia del Chaco                      | 1     | Chaco For Ever |
| Provincia de Entre Ríos                  | 1     | Patronato |
| Provincia de Jujuy                       | 1     | Gimnasia y Esgrima |
| Provincia de Salta                       | 1     | Gimnasia y Tiro |
| Provincia de San Juan                    | 1     | San Martín |
| Provincia de Tucumán                     | 1     | San Martín |

## Formato

### Ascensos
Los participantes se dividieron en dos zonas de diecinueve equipos, que se disputaron mediante el sistema de todos contra todos, a dos ruedas ida y vuelta, con un interzonal en cada fecha. Los que ocuparon el primer puesto en ambas se enfrentaron en una final a un solo partido y en cancha neutral, por el título de campeón y el primer ascenso. También hubo un segundo ascenso, que salió de un torneo reducido disputado por eliminación directa por quince equipos: el perdedor de la final, que se integró en la segunda fase, y del segundo al octavo de cada zona.

### Descensos
Los que ocuparon el último puesto de cada zona descendieron a la tercera categoría, según su afiliación. Por otro lado, los equipos que ocuparon la penúltima posición jugaron un partido para definir el tercer descenso.

### Clasificación a la Copa Argentina 2025
Los equipos que ocuparon los siete primeros puestos de la tabla de posiciones final de cada una de las zonas y el mejor octavo clasificaron a la Fase final de la Copa Argentina 2025.

## Zona A

### Tabla de posiciones final
| Pos. | Equipo                 | Pts. | PJ | PG | PE | PP | GF | GC | Dif. |
| ---- | ---------------------- | ---- | -- | -- | -- | -- | -- | -- | ---- |
| 1.º  | San Martín (T)         | 81   | 38 | 24 | 9  | 5  | 43 | 18 | 25   |
| 2.º  | San Martín (SJ)        | 70   | 38 | 19 | 13 | 6  | 40 | 21 | 19   |
| 3.º  | Quilmes                | 60   | 38 | 17 | 12 | 9  | 41 | 24 | 17   |
| 4.º  | All Boys               | 58   | 38 | 15 | 13 | 10 | 34 | 24 | 10   |
| 5.º  | Gimnasia y Esgrima (J) | 58   | 38 | 17 | 7  | 14 | 32 | 27 | 5    |
| 6.º  | Estudiantes (BA)       | 56   | 38 | 14 | 14 | 10 | 34 | 32 | 2    |
| 7.º  | Racing (C)             | 53   | 38 | 14 | 11 | 13 | 37 | 36 | 1    |
| 8.º  | San Miguel             | 53   | 38 | 13 | 14 | 11 | 34 | 33 | 1    |
| 9.º  | Ferro Carril Oeste     | 50   | 38 | 12 | 14 | 12 | 51 | 45 | 6    |
| 10.º | Agropecuario           | 49   | 38 | 13 | 10 | 15 | 44 | 45 | −1   |
| 11.º | Tristán Suárez         | 48   | 38 | 12 | 12 | 14 | 45 | 47 | −2   |
| 12.º | Deportivo Maipú        | 48   | 38 | 13 | 9  | 16 | 37 | 49 | −12  |
| 13.º | Güemes (SdE)           | 45   | 38 | 10 | 15 | 13 | 32 | 37 | −5   |
| 14.º | Chacarita Juniors      | 45   | 38 | 11 | 12 | 15 | 35 | 44 | −9   |
| 15.º | Alvarado               | 45   | 38 | 12 | 9  | 17 | 30 | 40 | −10  |
| 16.º | Patronato              | 40   | 38 | 10 | 10 | 18 | 36 | 44 | −8   |
| 17.º | Arsenal                | 40   | 38 | 9  | 13 | 16 | 21 | 36 | −15  |
| 18.º | Talleres (RdE)         | 37   | 38 | 7  | 16 | 15 | 26 | 41 | −15  |
| 19.º | Guillermo Brown        | 33   | 38 | 7  | 12 | 19 | 29 | 44 | −15  |

|  | Ganador. Clasificó a la final por el título de campeón y a la Copa Argentina 2025.                    |
|  | Clasificaron a la primera fase del torneo reducido por el segundo ascenso y a la Copa Argentina 2025. |
|  | Clasificó a la primera fase del torneo reducido por el segundo ascenso.                               |
|  | Ganó el partido por el tercer descenso.                                                               |
|  | Descendió al Torneo Federal A.                                                                        |

| 1. |

#### Evolución de las posiciones

##### Primera rueda
| Equipo / Fecha         | 1    | 2    | 3    | 4    | 5    | 6    | 7    | 8    | 9    | 10   | 11   | 12   | 13   | 14   | 15   | 16   | 17   | 18   | 19   |
| ---------------------- | ---- | ---- | ---- | ---- | ---- | ---- | ---- | ---- | ---- | ---- | ---- | ---- | ---- | ---- | ---- | ---- | ---- | ---- | ---- |
| Agropecuario           | 3.°  | 2.°  | 2.°  | 3.°  | 4.°  | 3.°  | 6.°  | 5.°  | 6.°  | 3.°  | 3.°  | 7.°  | 8.°  | 12.° | 14.° | 8.°  | 10.° | 7.°  | 11.° |
| All Boys               | 3.°  | 6.°  | 7.°  | 13.° | 14.° | 8.°  | 5.°  | 4.°  | 5.°  | 7.°  | 4.°  | 4.°  | 6.°  | 7.°  | 5.°  | 6.°  | 7.°  | 9.°  | 6.°  |
| Alvarado               | 14.° | 8.°  | 9.°  | 5.°  | 7.°  | 4.°  | 7.°  | 7.°  | 7.°  | 9.°  | 12.° | 14.° | 13.° | 13.° | 9.°  | 12.° | 9.°  | 12.° | 10.° |
| Arsenal                | 8.°  | 15.° | 8.°  | 10.° | 5.°  | 6.°  | 4.°  | 6.°  | 3.°  | 6.°  | 7.°  | 8.°  | 10.° | 8.°  | 10.° | 11.° | 11.° | 14.° | 14.° |
| Chacarita Juniors      | 2.°  | 1.°  | 1.°  | 4.°  | 9.°  | 10.° | 14.° | 9.°  | 10.° | 12.° | 8.°  | 3.°  | 5.°  | 9.°  | 12.° | 10.° | 13.° | 11.° | 9.°  |
| Deportivo Maipú        | 19.° | 19.° | 19.° | 19.° | 19.° | 19.° | 19.° | 19.° | 19.° | 18.° | 13.° | 13.° | 16.° | 14.° | 11.° | 13.° | 12.° | 10.° | 7.°  |
| Estudiantes (BA)       | 3.°  | 6.°  | 11.° | 6.°  | 8.°  | 7.°  | 11.° | 8.°  | 9.°  | 5.°  | 6.°  | 6.°  | 4.°  | 5.°  | 4.°  | 4.°  | 4.°  | 4.°  | 4.°  |
| Ferro Carril Oeste     | 14.° | 18.° | 11.° | 16.° | 17.° | 18.° | 18.° | 18.° | 17.° | 15.° | 14.° | 11.° | 9.°  | 6.°  | 8.°  | 9.°  | 8.°  | 6.°  | 8.°  |
| Gimnasia y Esgrima (J) | 14.° | 10.° | 15.° | 9.°  | 3.°  | 9.°  | 10.° | 11.° | 15.° | 11.° | 10.° | 10.° | 7.°  | 10.° | 7.°  | 7.°  | 6.°  | 8.°  | 12.° |
| Güemes (SdE)           | 8.°  | 5.°  | 11.° | 12.° | 12.° | 13.° | 12.° | 17.° | 16.° | 19.° | 15.° | 16.° | 18.° | 19.° | 19.° | 18.° | 15.° | 16.° | 17.° |
| Guillermo Brown        | 8.°  | 14.° | 9.°  | 14.° | 16.° | 11.° | 9.°  | 14.° | 13.° | 14.° | 17.° | 17.° | 14.° | 16.° | 18.° | 19.° | 19.° | 15.° | 16.° |
| Patronato              | 14.° | 16.° | 13.° | 17.° | 11.° | 15.° | 16.° | 16.° | 18.° | 17.° | 19.° | 18.° | 17.° | 18.° | 15.° | 16.° | 17.° | 18.° | 19.° |
| Quilmes                | 1.°  | 4.°  | 3.°  | 1.°  | 2.°  | 2.°  | 1.°  | 1.°  | 1.°  | 1.°  | 1.°  | 1.°  | 1.°  | 1.°  | 1.°  | 1.°  | 3.°  | 3.°  | 3.°  |
| Racing (C)             | 8.°  | 17.° | 18.° | 18.° | 18.° | 17.° | 17.° | 10.° | 8.°  | 10.° | 9.°  | 12.° | 11.° | 11.° | 13.° | 14.° | 14.° | 13.° | 13.° |
| San Martín (SJ)        | 3.°  | 10.° | 5.°  | 2.°  | 1.°  | 1.°  | 3.°  | 2.°  | 4.°  | 4.°  | 5.°  | 5.°  | 3.°  | 3.°  | 2.°  | 2.°  | 1.°  | 1.°  | 1.°  |
| San Martín (T)         | 3.°  | 3.°  | 4.°  | 7.°  | 10.° | 5.°  | 2.°  | 3.°  | 2.°  | 2.°  | 2.°  | 2.°  | 2.°  | 2.°  | 3.°  | 3.°  | 2.°  | 2.°  | 2.°  |
| San Miguel             | 12.° | 12.° | 14.° | 8.°  | 13.° | 14.° | 13.° | 12.° | 11.° | 8.°  | 11.° | 9.°  | 12.° | 4.°  | 6.°  | 5.°  | 5.°  | 5.°  | 5.°  |
| Talleres (RdE)         | 12.° | 12.° | 6.°  | 11.° | 6.°  | 12.° | 15.° | 15.° | 14.° | 16.° | 18.° | 15.° | 15.° | 15.° | 16.° | 17.° | 18.° | 19.° | 18.° |
| Tristán Suárez         | 14.° | 3.°  | 15.° | 14.° | 15.° | 16.° | 8.°  | 13.° | 12.° | 13.° | 16.° | 19.° | 19.° | 17.° | 17.° | 15.° | 16.° | 17.° | 15.° |

| 1. |

##### Segunda rueda
| Equipo / Fecha         | 20   | 21   | 22   | 23   | 24   | 25   | 26   | 27   | 28   | 29   | 30   | 31   | 32   | 33   | 34   | 35   | 36   | 37   | 38   |
| ---------------------- | ---- | ---- | ---- | ---- | ---- | ---- | ---- | ---- | ---- | ---- | ---- | ---- | ---- | ---- | ---- | ---- | ---- | ---- | ---- |
| Agropecuario           | 12.° | 13.° | 13.° | 9.°  | 11.° | 10.° | 11.° | 11.° | 12.° | 12.° | 12.° | 10.° | 11.° | 10.° | 10.° | 9.°  | 9.°  | 9.°  | 10.° |
| All Boys               | 9.°  | 8.°  | 9.°  | 7.°  | 8.°  | 9.°  | 8.°  | 6.°  | 8.°  | 8.°  | 8.°  | 9.°  | 7.°  | 7.°  | 7.°  | 4.°  | 6.°  | 5.°  | 4.°  |
| Alvarado               | 10.° | 10.° | 12.° | 13.° | 14.° | 14.° | 9.°  | 8.°  | 11.° | 9.°  | 10.° | 11.° | 12.° | 12.° | 12.° | 12.° | 12.° | 13.° | 15.° |
| Arsenal                | 13.° | 15.° | 18.° | 17.° | 18.° | 18.° | 19.° | 18.° | 19.° | 18.° | 19.° | 19.° | 18.° | 18.° | 18.° | 18.° | 17.° | 17.° | 17.° |
| Chacarita Juniors      | 6.°  | 6.°  | 8.°  | 10.° | 12.° | 12.° | 12.° | 13.° | 13.° | 14.° | 14.° | 14.° | 14.° | 16.° | 13.° | 15.° | 13.° | 15.° | 14.° |
| Deportivo Maipú        | 11.° | 11.° | 10.° | 11.° | 9.°  | 7.°  | 10.° | 9.°  | 6.°  | 10.° | 11.° | 12.° | 10.° | 9.°  | 9.°  | 10.° | 11.° | 11.° | 12.° |
| Estudiantes (BA)       | 3.°  | 3.°  | 5.°  | 4.°  | 5.°  | 6.°  | 6.°  | 7.°  | 7.°  | 11.° | 7.°  | 8.°  | 8.°  | 11.° | 8.°  | 7.°  | 5.°  | 6.°  | 6.°  |
| Ferro Carril Oeste     | 7.°  | 9.°  | 7.°  | 8.°  | 7.°  | 8.°  | 7.°  | 10.° | 10.° | 7.°  | 6.°  | 4.°  | 5.°  | 6.°  | 6.°  | 8.°  | 8.°  | 9.°  | 9.°  |
| Gimnasia y Esgrima (J) | 8.°  | 7.°  | 6.°  | 6.°  | 6.°  | 5.°  | 4.°  | 5.°  | 5.°  | 5.°  | 5.°  | 3.°  | 6.°  | 4.°  | 4.°  | 5.°  | 4.°  | 4.°  | 5.°  |
| Güemes (SdE)           | 19.° | 19.° | 19.° | 19.° | 19.° | 19.° | 18.° | 19.° | 16.° | 16.° | 17.° | 16.° | 15.° | 14.° | 15.° | 14.° | 15.° | 14.° | 13.° |
| Guillermo Brown        | 16.° | 16.° | 15.° | 16.° | 17.° | 15.° | 15.° | 16.° | 17.° | 15.° | 16.° | 17.° | 19.° | 19.° | 19.° | 19.° | 19.° | 19.° | 19.° |
| Patronato              | 17.° | 18.° | 14.° | 14.° | 15.° | 16.° | 17.° | 15.° | 15.° | 17.° | 15.° | 15.° | 16.° | 15.° | 16.° | 16.° | 16.° | 16.° | 16.° |
| Quilmes                | 5.°  | 5.°  | 4.°  | 3.°  | 4.°  | 4.°  | 5.°  | 4.°  | 4.°  | 4.°  | 4.°  | 5.°  | 3.°  | 3.°  | 3.°  | 3.°  | 3.°  | 3.°  | 3.°  |
| Racing (C)             | 14.° | 12.° | 11.° | 12.° | 10.° | 11.° | 13.° | 12.° | 9.°  | 6.°  | 9.°  | 7.°  | 9.°  | 8.°  | 11.° | 11.° | 10.° | 8.°  | 7.°  |
| San Martín (SJ)        | 1.°  | 1.°  | 1.°  | 1.°  | 2.°  | 2.°  | 2.°  | 2.°  | 2.°  | 1.°  | 2.°  | 2.°  | 2.°  | 2.°  | 2.°  | 2.°  | 2.°  | 2.°  | 2.°  |
| San Martín (T)         | 2.°  | 2.°  | 2.°  | 2.°  | 1.°  | 1.°  | 1.°  | 1.°  | 1.°  | 2.°  | 1.°  | 1.°  | 1.°  | 1.°  | 1.°  | 1.°  | 1.°  | 1.°  | 1.°  |
| San Miguel             | 4.°  | 4.°  | 3.°  | 5.°  | 3.°  | 3.°  | 3.°  | 3.°  | 3.°  | 3.°  | 3.°  | 6.°  | 4.°  | 5.°  | 5.°  | 6.°  | 7.°  | 7.°  | 8.°  |
| Talleres (RdE)         | 18.° | 17.° | 17.° | 18.° | 16.° | 17.° | 16.° | 17.° | 18.° | 19.° | 18.° | 18.° | 17.° | 17.° | 17.° | 17.° | 18.° | 18.° | 18.° |
| Tristán Suárez         | 15.° | 14.° | 16.° | 15.° | 13.° | 13.° | 14.° | 14.° | 14.° | 13.° | 13.° | 13.° | 13.° | 13.° | 14.° | 13.° | 14.° | 12.° | 11.° |

|  |

## Zona B

### Tabla de posiciones final
| Pos. | Equipo                 | Pts. | PJ | PG | PE | PP | GF | GC | Dif. |
| ---- | ---------------------- | ---- | -- | -- | -- | -- | -- | -- | ---- |
| 1.º  | Aldosivi               | 64   | 38 | 17 | 13 | 8  | 41 | 24 | 17   |
| 2.º  | Deportivo Madryn       | 64   | 38 | 17 | 13 | 8  | 35 | 20 | 15   |
| 3.º  | Nueva Chicago          | 64   | 38 | 18 | 10 | 10 | 39 | 25 | 14   |
| 4.º  | Gimnasia y Esgrima (M) | 63   | 38 | 17 | 12 | 9  | 44 | 33 | 11   |
| 5.º  | San Telmo              | 62   | 38 | 18 | 11 | 9  | 49 | 25 | 24   |
| 6.º  | Colón                  | 58   | 38 | 16 | 10 | 12 | 40 | 26 | 14   |
| 7.º  | Defensores de Belgrano | 58   | 38 | 15 | 13 | 10 | 38 | 24 | 14   |
| 8.º  | Gimnasia y Tiro (S)    | 58   | 38 | 14 | 16 | 8  | 27 | 22 | 5    |
| 9.º  | Mitre (SdE)            | 57   | 38 | 13 | 18 | 7  | 27 | 20 | 7    |
| 10.º | Temperley              | 52   | 38 | 11 | 19 | 8  | 30 | 25 | 5    |
| 11.º | Estudiantes (RC)       | 51   | 38 | 12 | 15 | 11 | 27 | 28 | −1   |
| 12.º | Atlanta                | 51   | 38 | 13 | 12 | 13 | 30 | 34 | −4   |
| 13.º | Deportivo Morón        | 41   | 38 | 9  | 14 | 15 | 27 | 38 | −11  |
| 14.º | Almagro                | 38   | 38 | 8  | 14 | 16 | 27 | 47 | −20  |
| 15.º | Chaco For Ever         | 37   | 38 | 8  | 13 | 17 | 24 | 30 | −6   |
| 16.º | Almirante Brown        | 37   | 38 | 8  | 13 | 17 | 26 | 40 | −14  |
| 17.º | Defensores Unidos      | 35   | 38 | 7  | 14 | 17 | 30 | 46 | −16  |
| 18.º | Atlético de Rafaela    | 30   | 38 | 6  | 12 | 20 | 24 | 43 | −19  |
| 19.º | Brown de Adrogué       | 30   | 38 | 5  | 15 | 18 | 21 | 50 | −29  |

|  | Ganador. Clasificó a la final por el título de campeón y a la Copa Argentina 2025.                    |
|  | Clasificaron a la primera fase del torneo reducido por el segundo ascenso y a la Copa Argentina 2025. |
|  | Descendieron a la tercera categoría.                                                                  |

| 1. |

#### Evolución de las posiciones

##### Primera rueda
| Equipo / Fecha         | 1    | 2    | 3    | 4    | 5    | 6    | 7    | 8    | 9    | 10   | 11   | 12   | 13   | 14   | 15   | 16   | 17   | 18   | 19   |
| ---------------------- | ---- | ---- | ---- | ---- | ---- | ---- | ---- | ---- | ---- | ---- | ---- | ---- | ---- | ---- | ---- | ---- | ---- | ---- | ---- |
| Aldosivi               | 11.° | 8.°  | 6.°  | 3.°  | 4.°  | 5.°  | 6.°  | 5.°  | 5.°  | 5.°  | 4.°  | 3.°  | 5.°  | 6.°  | 5.°  | 4.°  | 3.°  | 3.°  | 4.°  |
| Almagro                | 11.° | 9.°  | 13.° | 12.° | 13.° | 13.° | 14.° | 15.° | 13.° | 13.° | 16.° | 16.° | 16.° | 16.° | 16.° | 16.° | 16.° | 16.° | 16.° |
| Almirante Brown        | 11.° | 18.° | 18.° | 19.° | 18.° | 16.° | 16.° | 16.° | 17.° | 18.° | 18.° | 18.° | 18.° | 18.° | 18.° | 18.° | 18.° | 18.° | 17.° |
| Atlanta                | 4.°  | 4.°  | 4.°  | 7.°  | 8.°  | 8.°  | 9.°  | 10.° | 12.° | 12.° | 13.° | 11.° | 12.° | 8.°  | 8.°  | 7.°  | 8.°  | 10.° | 11.° |
| Atlético de Rafaela    | 4.°  | 4.°  | 8.°  | 6.°  | 9.°  | 10.° | 10.° | 13.° | 15.° | 14.° | 17.° | 17.° | 17.° | 17.° | 17.° | 17.° | 17.° | 17.° | 18.° |
| Brown de Adrogué       | 19.° | 17.° | 17.° | 16.° | 17.° | 19.° | 19.° | 18.° | 19.° | 19.° | 19.° | 19.° | 19.° | 19.° | 19.° | 19.° | 19.° | 19.° | 19.° |
| Chaco For Ever         | 17.° | 16.° | 16.° | 17.° | 16.° | 14.° | 15.° | 12.° | 14.° | 15.° | 14.° | 15.° | 13.° | 14.° | 14.° | 15.° | 13.° | 14.° | 14.° |
| Colón                  | 3.°  | 3.°  | 3.°  | 1.°  | 2.°  | 2.°  | 2.°  | 1.°  | 2.°  | 2.°  | 1.°  | 2.°  | 1.°  | 1.°  | 1.°  | 1.°  | 1.°  | 1.°  | 1.°  |
| Defensores de Belgrano | 4.°  | 1.°  | 1.°  | 2.°  | 1.°  | 1.°  | 1.°  | 2.°  | 3.°  | 3.°  | 3.°  | 4.°  | 3.°  | 3.°  | 2.°  | 2.°  | 4.°  | 4.°  | 3.°  |
| Defensores Unidos      | 10.° | 9.°  | 10.° | 11.° | 14.° | 11.° | 13.° | 9.°  | 10.° | 11.° | 11.° | 9.°  | 11.° | 11.° | 13.° | 14.° | 15.° | 15.° | 15.° |
| Deportivo Madryn       | 11.° | 19.° | 19.° | 18.° | 19.° | 18.° | 18.° | 19.° | 18.° | 16.° | 15.° | 12.° | 14.° | 13.° | 10.° | 10.° | 10.° | 8.°  | 7.°  |
| Deportivo Morón        | 1.°  | 7.°  | 12.° | 8.°  | 11.° | 6.°  | 7.°  | 11.° | 7.°  | 7.°  | 10.° | 14.° | 8.°  | 9.°  | 11.° | 12.° | 12.° | 13.° | 13.° |
| Estudiantes (RC)       | 4.°  | 11.° | 10.° | 13.° | 15.° | 17.° | 17.° | 17.° | 16.° | 17.° | 8.°  | 7.°  | 6.°  | 4.°  | 4.°  | 5.°  | 6.°  | 6.°  | 6.°  |
| Gimnasia y Esgrima (M) | 11.° | 13.° | 14.° | 15.° | 12.° | 15.° | 11.° | 14.° | 8.°  | 10.° | 12.° | 10.° | 9.°  | 11.° | 12.° | 11.° | 11.° | 9.°  | 8.°  |
| Gimnasia y Tiro (S)    | 2.°  | 2.°  | 2.°  | 4.°  | 3.°  | 3.°  | 4.°  | 6.°  | 6.°  | 6.°  | 5.°  | 5.°  | 7.°  | 5.°  | 6.°  | 8.°  | 7.°  | 7.°  | 10.° |
| Mitre (SdE)            | 4.°  | 4.°  | 5.°  | 5.°  | 6.°  | 9.°  | 8.°  | 7.°  | 11.° | 9.°  | 9.°  | 13.° | 15.° | 15.° | 15.° | 13.° | 14.° | 12.° | 12.° |
| Nueva Chicago          | 4.°  | 11.° | 9.°  | 14.° | 5.°  | 7.°  | 3.°  | 4.°  | 4.°  | 4.°  | 6.°  | 6.°  | 4.°  | 7.°  | 7.°  | 6.°  | 5.°  | 5.°  | 5.°  |
| San Telmo              | 11.° | 13.° | 14.° | 10.° | 7.°  | 4.°  | 5.°  | 3.°  | 1.°  | 1.°  | 2.°  | 1.°  | 2.°  | 2.°  | 3.°  | 3.°  | 2.°  | 2.°  | 2.°  |
| Temperley              | 17.° | 15.° | 7.°  | 9.°  | 10.° | 12.° | 12.° | 8.°  | 9.°  | 8.°  | 7.°  | 8.°  | 10.° | 10.° | 9.°  | 9.°  | 9.°  | 11.° | 9.°  |

| 1. 2. |

##### Segunda rueda
| Equipo / Fecha         | 20   | 21   | 22   | 23   | 24   | 25   | 26   | 27   | 28   | 29   | 30   | 31   | 32   | 33   | 34   | 35   | 36   | 37   | 38   |
| ---------------------- | ---- | ---- | ---- | ---- | ---- | ---- | ---- | ---- | ---- | ---- | ---- | ---- | ---- | ---- | ---- | ---- | ---- | ---- | ---- |
| Aldosivi               | 3.°  | 3.°  | 3.°  | 2.°  | 3.°  | 1.°  | 2.°  | 3.°  | 2.°  | 4.°  | 4.°  | 4.°  | 3.°  | 3.°  | 3.°  | 2.°  | 3.°  | 4.°  | 1.°  |
| Almagro                | 16.° | 16.° | 16.° | 15.° | 15.° | 14.° | 14.° | 14.° | 13.° | 13.° | 13.° | 14.° | 13.° | 13.° | 13.° | 13.° | 13.° | 14.° | 14.° |
| Almirante Brown        | 17.° | 17.° | 17.° | 17.° | 16.° | 16.° | 16.° | 16.° | 16.° | 16.° | 17.° | 17.° | 17.° | 17.° | 16.° | 14.° | 16.° | 16.° | 16.° |
| Atlanta                | 11.° | 10.° | 10.° | 11.° | 11.° | 12.° | 12.° | 12.° | 12.° | 12.° | 11.° | 12.° | 12.° | 12.° | 11.° | 12.° | 12.° | 11.° | 12.° |
| Atlético de Rafaela    | 18.° | 18.° | 18.° | 18.° | 18.° | 18.° | 18.° | 18.° | 18.° | 18.° | 18.° | 19.° | 19.° | 19.° | 19.° | 18.° | 18.° | 18.° | 18.° |
| Brown de Adrogué       | 19.° | 19.° | 19.° | 19.° | 19.° | 19.° | 19.° | 19.° | 19.° | 19.° | 19.° | 18.° | 18.° | 18.° | 18.° | 19.° | 19.° | 19.° | 19.° |
| Chaco For Ever         | 15.° | 15.° | 15.° | 16.° | 17.° | 17.° | 17.° | 17.° | 17.° | 17.° | 16.° | 16.° | 16.° | 15.° | 15.° | 16.° | 15.° | 15.° | 15.° |
| Colón                  | 1.°  | 2.°  | 2.°  | 3.°  | 2.°  | 3.°  | 5.°  | 5.°  | 5.°  | 6.°  | 5.°  | 5.°  | 8.°  | 7.°  | 6.°  | 6.°  | 7.°  | 7.°  | 6.°  |
| Defensores de Belgrano | 5.°  | 5.°  | 5.°  | 6.°  | 6.°  | 6.°  | 6.°  | 6.°  | 6.°  | 7.°  | 7.°  | 6.°  | 6.°  | 4.°  | 7.°  | 7.°  | 6.°  | 6.°  | 7.°  |
| Defensores Unidos      | 13.° | 14.° | 13.° | 14.° | 14.° | 15.° | 15.° | 15.° | 15.° | 15.° | 15.° | 15.° | 15.° | 16.° | 17.° | 17.° | 17.° | 17.° | 17.° |
| Deportivo Madryn       | 6.°  | 9.°  | 9.°  | 8.°  | 8.°  | 10.° | 11.° | 8.°  | 8.°  | 8.°  | 8.°  | 7.°  | 5.°  | 6.°  | 5.°  | 4.°  | 4.°  | 2.°  | 2.°  |
| Deportivo Morón        | 14.° | 13.° | 14.° | 13.° | 13.° | 13.° | 13.° | 13.° | 14.° | 14.° | 14.° | 13.° | 14.° | 14.° | 14.° | 15.° | 14.° | 13.° | 13.° |
| Estudiantes (RC)       | 7.°  | 6.°  | 6.°  | 9.°  | 10.° | 9.°  | 9.°  | 9.°  | 10.° | 10.° | 10.° | 11.° | 11.° | 11.° | 10.° | 10.° | 11.° | 12.° | 11.° |
| Gimnasia y Esgrima (M) | 8.°  | 7.°  | 7.°  | 5.°  | 5.°  | 4.°  | 3.°  | 2.°  | 3.°  | 3.°  | 3.°  | 3.°  | 4.°  | 5.°  | 4.°  | 5.°  | 5.°  | 5.°  | 4.°  |
| Gimnasia y Tiro (S)    | 10.° | 11.° | 11.° | 10.° | 9.°  | 8.°  | 8.°  | 7.°  | 7.°  | 5.°  | 6.°  | 8.°  | 7.°  | 8.°  | 8.°  | 8.°  | 9.°  | 8.°  | 8.°  |
| Mitre (SdE)            | 12.° | 12.° | 12.° | 12.° | 12.° | 11.° | 10.° | 11.° | 9.°  | 9.°  | 9.°  | 9.°  | 9.°  | 9.°  | 9.°  | 9.°  | 8.°  | 9.°  | 9.°  |
| Nueva Chicago          | 4.°  | 4.°  | 4.°  | 4.°  | 4.°  | 5.°  | 4.°  | 4.°  | 4.°  | 1.°  | 2.°  | 2.°  | 2.°  | 2.°  | 2.°  | 1.°  | 2.°  | 3.°  | 3.°  |
| San Telmo              | 2.°  | 1.°  | 1.°  | 1.°  | 1.º  | 2.°  | 1.°  | 1.°  | 1.°  | 2.°  | 1.°  | 1.°  | 1.°  | 1.°  | 1.°  | 3.°  | 1.°  | 1.°  | 5.°  |
| Temperley              | 9.°  | 8.°  | 8.°  | 7.°  | 7.°  | 7.°  | 7.°  | 10.° | 11.° | 11.° | 12.° | 10.° | 10.° | 10.° | 12.° | 11.° | 10.° | 10.° | 10.° |

| 1. |

#### Desempate del decimoctavo puesto
Al haber terminado igualados en el decimoctavo puesto de la tabla de posiciones final, Atlético de Rafaela y Brown de Adrogué disputaron un partido de desempate. El ganador jugó el partido por el tercer descenso, mientras que el perdedor descendió a la tercera categoría según su afiliación.
| Partido                                                                                                | Partido   | Partido             | Partido              | Partido        | Partido |
| Equipo 1                                                                                               | Resultado | Equipo 2            | Estadio              | Fecha          | Hora    |
| --- | --------- | ------------------- | -------------------- | -------------- | ------- |
| Brown de Adrogué                                                                                       | 1 - 2     | Atlético de Rafaela | Único de San Nicolás | 2 de noviembre | 16:00   |
| Brown de Adrogué descendió a la Primera B. Atlético de Rafaela jugó el partido por el tercer descenso. |           |                     |                      |                |         |

## Resultados

### Primera rueda
| Fecha 1                | Fecha 1   | Fecha 1                | Fecha 1                          | Fecha 1      | Fecha 1 |
| Zona A                 | Zona A    | Zona A                 | Zona A                           | Zona A       | Zona A  |
| Local                  | Resultado | Visitante              | Estadio                          | Fecha        | Hora    |
| ---------------------- | --------- | ---------------------- | -------------------------------- | ------------ | ------- |
| Agropecuario           | 1 - 0     | Patronato              | Ofelia Rosenzuaig                | 2 de febrero | 17:10   |
| Chacarita Juniors      | 2 - 0     | Deportivo Maipú        | Chacarita Juniors                | 3 de febrero | 17:00   |
| All Boys               | 1 - 0     | Tristán Suárez         | Islas Malvinas                   | 3 de febrero | 17:00   |
| Talleres (RdE)         | 0 - 0     | San Miguel             | Pablo Comelli                    | 3 de febrero | 17:30   |
| Estudiantes (BA)       | 1 - 0     | Ferro Carril Oeste     | Ciudad de Caseros                | 3 de febrero | 18:00   |
| San Martín (T)         | 1 - 0     | Gimnasia y Esgrima (J) | La Ciudadela                     | 3 de febrero | 21:00   |
| Arsenal                | 1 - 1     | Güemes (SdE)           | El Viaducto                      | 4 de febrero | 17:00   |
| Guillermo Brown        | 1 - 1     | Racing (C)             | Raúl Conti                       | 4 de febrero | 17:00   |
| San Martín (SJ)        | 1 - 0     | Alvarado               | Ingeniero Hilario Sánchez        | 4 de febrero | 19:00   |
| Zona B                 |           |                        |                                  |              |         |
| Local                  | Resultado | Visitante              | Estadio                          | Fecha        | Hora    |
| Mitre (SdE)            | 1 - 0     | San Telmo              | Dres. José y Antonio Castiglione | 2 de febrero | 21:30   |
| Deportivo Morón        | 3 - 0     | Brown de Adrogué       | Nuevo Francisco Urbano           | 3 de febrero | 17:00   |
| Nueva Chicago          | 1 - 0     | Almagro                | Nueva Chicago                    | 3 de febrero | 19:10   |
| Aldosivi               | 0 - 1     | Atlético de Rafaela    | José María Minella               | 3 de febrero | 20:00   |
| Colón                  | 2 - 1     | Defensores Unidos      | Brigadier Estanislao López       | 3 de febrero | 21:10   |
| Gimnasia y Tiro (S)    | 2 - 0     | Chaco For Ever         | El Gigante del Norte             | 4 de febrero | 17:00   |
| Almirante Brown        | 0 - 1     | Atlanta                | Fragata Presidente Sarmiento     | 4 de febrero | 17:00   |
| Gimnasia y Esgrima (M) | 0 - 1     | Defensores de Belgrano | Víctor Antonio Legrotaglie       | 4 de febrero | 20:00   |
| Estudiantes (RC)       | 1 - 0     | Deportivo Madryn       | Antonio Candini                  | 4 de febrero | 20:00   |
| Interzonal             |           |                        |                                  |              |         |
| Local                  | Resultado | Visitante              | Estadio                          | Fecha        | Hora    |
| Quilmes                | 2 - 0     | Temperley              | Centenario Ciudad de Quilmes     | 3 de febrero | 19:05   |

| Fecha 2                | Fecha 2   | Fecha 2                | Fecha 2                       | Fecha 2       | Fecha 2 |
| Zona A                 | Zona A    | Zona A                 | Zona A                        | Zona A        | Zona A  |
| Local                  | Resultado | Visitante              | Estadio                       | Fecha         | Hora    |
| ---------------------- | --------- | ---------------------- | ----------------------------- | ------------- | ------- |
| Ferro Carril Oeste     | 0 - 2     | Chacarita Juniors      | Arquitecto Ricardo Etcheverri | 9 de febrero  | 19:10   |
| Quilmes                | 0 - 0     | Talleres (RdE)         | Centenario Ciudad de Quilmes  | 10 de febrero | 17:00   |
| San Miguel             | 0 - 0     | Estudiantes (BA)       | Malvinas Argentinas           | 10 de febrero | 17:00   |
| Gimnasia y Esgrima (J) | 1 - 0     | Arsenal                | 23 de Agosto                  | 11 de febrero | 17:00   |
| Güemes (SdE)           | 1 - 0     | San Martín (SJ)        | Arturo Miranda                | 11 de febrero | 17:00   |
| Deportivo Maipú        | 0 - 2     | San Martín (T)         | Omar Higinio Sperdutti        | 11 de febrero | 18:30   |
| Racing (C)             | 1 - 3     | Agropecuario           | Miguel Sancho                 | 11 de febrero | 19:00   |
| Alvarado               | 2 - 1     | Guillermo Brown        | José María Minella            | 11 de febrero | 20:00   |
| Patronato              | 0 - 0     | All Boys               | Presbítero Bartolomé Grella   | 11 de febrero | 20:00   |
| Zona B                 |           |                        |                               |               |         |
| Local                  | Resultado | Visitante              | Estadio                       | Fecha         | Hora    |
| Deportivo Madryn       | 0 - 2     | Aldosivi               | Abel Sastre                   | 10 de febrero | 17:00   |
| Almagro                | 2 - 1     | Deportivo Morón        | Tres de Febrero               | 10 de febrero | 17:00   |
| San Telmo              | 1 - 1     | Gimnasia y Tiro (S)    | Doctor Osvaldo Baletto        | 10 de febrero | 17:00   |
| Brown de Adrogué       | 2 - 2     | Temperley              | Lorenzo Arandilla             | 10 de febrero | 21:45   |
| Defensores de Belgrano | 1 - 0     | Nueva Chicago          | Juan Pasquale                 | 11 de febrero | 17:00   |
| Defensores Unidos      | 1 - 0     | Estudiantes (RC)       | Gigante de Villa Fox          | 11 de febrero | 17:00   |
| Atlanta                | 0 - 0     | Colón                  | Don León Kolbowski            | 11 de febrero | 17:00   |
| Chaco For Ever         | 1 - 1     | Gimnasia y Esgrima (M) | Juan Alberto García           | 11 de febrero | 19:00   |
| Atlético de Rafaela    | 0 - 0     | Mitre (SdE)            | Nuevo Monumental              | 12 de febrero | 20:30   |
| Interzonal             |           |                        |                               |               |         |
| Local                  | Resultado | Visitante              | Estadio                       | Fecha         | Hora    |
| Almirante Brown        | 1 - 2     | Tristán Suárez         | Fragata Presidente Sarmiento  | 10 de febrero | 21:15   |

| Fecha 3                | Fecha 3   | Fecha 3                | Fecha 3                          | Fecha 3       | Fecha 3 |
| Zona A                 | Zona A    | Zona A                 | Zona A                           | Zona A        | Zona A  |
| Local                  | Resultado | Visitante              | Estadio                          | Fecha         | Hora    |
| ---------------------- | --------- | ---------------------- | -------------------------------- | ------------- | ------- |
| Chacarita Juniors      | 1 - 1     | San Miguel             | Chacarita Juniors                | 16 de febrero | 17:00   |
| Tristán Suárez         | 0 - 1     | Patronato              | 20 de Octubre                    | 17 de febrero | 17:00   |
| Estudiantes (BA)       | 1 - 2     | Quilmes                | Ciudad de Caseros                | 17 de febrero | 17:30   |
| Agropecuario           | 1 - 1     | Alvarado               | Ofelia Rosenzuaig                | 17 de febrero | 20:00   |
| Arsenal                | 2 - 0     | Deportivo Maipú        | El Viaducto                      | 18 de febrero | 17:00   |
| Guillermo Brown        | 1 - 0     | Güemes (SdE)           | Raúl Conti                       | 18 de febrero | 17:00   |
| San Martín (T)         | 1 - 2     | Ferro Carril Oeste     | La Ciudadela                     | 18 de febrero | 18:15   |
| San Martín (SJ)        | 2 - 1     | Gimnasia y Esgrima (J) | Ingeniero Hilario Sánchez        | 18 de febrero | 19:00   |
| All Boys               | 0 - 0     | Racing (C)             | Islas Malvinas                   | 19 de febrero | 21:10   |
| Zona B                 |           |                        |                                  |               |         |
| Local                  | Resultado | Visitante              | Estadio                          | Fecha         | Hora    |
| Temperley              | 4 - 1     | Almagro                | Alfredo Beranger                 | 17 de febrero | 17:00   |
| Aldosivi               | 1 - 0     | Defensores Unidos      | José María Minella               | 17 de febrero | 19:00   |
| Nueva Chicago          | 2 - 0     | Chaco For Ever         | Nueva Chicago                    | 17 de febrero | 19:00   |
| Deportivo Morón        | 0 - 4     | Defensores de Belgrano | Nuevo Francisco Urbano           | 17 de febrero | 21:10   |
| Gimnasia y Tiro (S)    | 1 - 0     | Atlético de Rafaela    | El Gigante del Norte             | 18 de febrero | 17:00   |
| Mitre (SdE)            | 1 - 0     | Deportivo Madryn       | Dres. José y Antonio Castiglione | 18 de febrero | 19:00   |
| Estudiantes (RC)       | 1 - 2     | Atlanta                | Antonio Candini                  | 18 de febrero | 20:00   |
| Colón                  | 2 - 1     | Almirante Brown        | Brigadier Estanislao López       | 18 de febrero | 20:10   |
| Gimnasia y Esgrima (M) | 1 - 1     | San Telmo              | Víctor Antonio Legrotaglie       | 19 de febrero | 17:10   |
| Interzonal             |           |                        |                                  |               |         |
| Local                  | Resultado | Visitante              | Estadio                          | Fecha         | Hora    |
| Talleres (RdE)         | 2 - 0     | Brown de Adrogué       | Pablo Comelli                    | 17 de febrero | 17:30   |

| Fecha 4                | Fecha 4   | Fecha 4                | Fecha 4                       | Fecha 4       | Fecha 4 |
| Zona A                 | Zona A    | Zona A                 | Zona A                        | Zona A        | Zona A  |
| Local                  | Resultado | Visitante              | Estadio                       | Fecha         | Hora    |
| ---------------------- | --------- | ---------------------- | ----------------------------- | ------------- | ------- |
| Talleres (RdE)         | 0 - 1     | Estudiantes (BA)       | Pablo Comelli                 | 23 de febrero | 18:05   |
| Deportivo Maipú        | 0 - 2     | San Martín (SJ)        | Omar Higinio Sperdutti        | 24 de febrero | 18:00   |
| Ferro Carril Oeste     | 1 - 1     | Arsenal                | Arquitecto Ricardo Etcheverri | 24 de febrero | 21:45   |
| Gimnasia y Esgrima (J) | 1 - 0     | Guillermo Brown        | 23 de Agosto                  | 25 de febrero | 17:00   |
| Güemes (SdE)           | 1 - 1     | Agropecuario           | Arturo Miranda                | 25 de febrero | 17:00   |
| Racing (C)             | 1 - 1     | Tristán Suárez         | Miguel Sancho                 | 25 de febrero | 18:00   |
| Alvarado               | 1 - 0     | All Boys               | José María Minella            | 25 de febrero | 20:00   |
| Quilmes                | 1 - 0     | Chacarita Juniors      | Centenario                    | 25 de febrero | 21:45   |
| San Miguel             | 1 - 0     | San Martín (T)         | Malvinas Argentinas           | 26 de febrero | 17:00   |
| Zona B                 |           |                        |                               |               |         |
| Local                  | Resultado | Visitante              | Estadio                       | Fecha         | Hora    |
| Defensores de Belgrano | 0 - 0     | Temperley              | Juan Pascuale                 | 23 de febrero | 21:10   |
| Almirante Brown        | 0 - 3     | Estudiantes (RC)       | Fragata Presidente Sarmiento  | 24 de febrero | 17:00   |
| Defensores Unidos      | 0 - 0     | Mitre (SdE)            | Gigante de Villa Fox          | 24 de febrero | 17:00   |
| Almagro                | 0 - 0     | Brown de Adrogué       | Tres de Febrero               | 24 de febrero | 17:00   |
| Deportivo Madryn       | 0 - 0     | Gimnasia y Tiro (S)    | Abel Sastre                   | 24 de febrero | 17:00   |
| San Telmo              | 1 - 0     | Nueva Chicago          | Doctor Osvaldo Baletto        | 25 de febrero | 17:00   |
| Chaco For Ever         | 0 - 2     | Deportivo Morón        | Juan Alberto García           | 25 de febrero | 19:30   |
| Atlético de Rafaela    | 4 - 1     | Gimnasia y Esgrima (M) | Nuevo Monumental              | 25 de febrero | 20:00   |
| Atlanta                | 0 - 2     | Aldosivi               | Don León Kolbowski            | 27 de febrero | 21:10   |
| Interzonal             |           |                        |                               |               |         |
| Local                  | Resultado | Visitante              | Estadio                       | Fecha         | Hora    |
| Colón                  | 4 - 0     | Patronato              | Brigadier Estanislao López    | 25 de febrero | 20:00   |

| Fecha 5                | Fecha 5   | Fecha 5                | Fecha 5                             | Fecha 5    | Fecha 5 |
| Zona A                 | Zona A    | Zona A                 | Zona A                              | Zona A     | Zona A  |
| Local                  | Resultado | Visitante              | Estadio                             | Fecha      | Hora    |
| ---------------------- | --------- | ---------------------- | ----------------------------------- | ---------- | ------- |
| All Boys               | 0 - 0     | Güemes (SdE)           | Islas Malvinas                      | 2 de marzo | 17:00   |
| Tristán Suárez         | 2 - 2     | Alvarado               | 20 de Octubre                       | 2 de marzo | 17:00   |
| Agropecuario           | 1 - 2     | Gimnasia y Esgrima (J) | Ofelia Rosenzuaig                   | 2 de marzo | 17:00   |
| Arsenal                | 1 - 0     | San Miguel             | El Viaducto                         | 3 de marzo | 17:00   |
| Guillermo Brown        | 1 - 1     | Deportivo Maipú        | Raúl Conti                          | 3 de marzo | 17:00   |
| Chacarita Juniors      | 0 - 1     | Talleres (RdE)         | Chacarita Juniors                   | 3 de marzo | 17:05   |
| San Martín (SJ)        | 3 - 2     | Ferro Carril Oeste     | Ingeniero Hilario Sánchez           | 3 de marzo | 19:00   |
| Patronato              | 2 - 1     | Racing (C)             | Presbítero Bartolomé Grella         | 3 de marzo | 20:00   |
| San Martín (T)         | 0 - 0     | Quilmes                | La Ciudadela                        | 4 de marzo | 21:10   |
| Zona B                 |           |                        |                                     |            |         |
| Local                  | Resultado | Visitante              | Estadio                             | Fecha      | Hora    |
| Nueva Chicago          | 2 - 0     | Atlético de Rafaela    | Nueva Chicago                       | 1 de marzo | 17:00   |
| Brown de Adrogué       | 0 - 3     | Defensores de Belgrano | Lorenzo Arandilla                   | 2 de marzo | 19:15   |
| Aldosivi               | 0 - 0     | Almirante Brown        | José María Minella                  | 3 de marzo | 17:00   |
| Deportivo Morón        | 1 - 2     | San Telmo              | Nuevo Francisco Urbano              | 3 de marzo | 17:00   |
| Gimnasia y Tiro (S)    | 1 - 0     | Defensores Unidos      | Gigante Del Norte                   | 3 de marzo | 17:00   |
| Mitre (SdE)            | 0 - 0     | Atlanta                | Doctores José y Antonio Castiglione | 3 de marzo | 17:00   |
| Temperley              | 1 - 1     | Chaco For Ever         | Alfredo Beranger                    | 3 de marzo | 17:00   |
| Estudiantes (RC)       | 1 - 2     | Colón                  | Antonio Candini                     | 3 de marzo | 21:30   |
| Gimnasia y Esgrima (M) | 2 - 1     | Deportivo Madryn       | Víctor Antonio Legrotaglie          | 5 de marzo | 17:00   |
| Interzonal             |           |                        |                                     |            |         |
| Local                  | Resultado | Visitante              | Estadio                             | Fecha      | Hora    |
| Estudiantes (BA)       | 1 - 1     | Almagro                | Ciudad de Caseros                   | 2 de marzo | 17:00   |

| Fecha 6                | Fecha 6   | Fecha 6                | Fecha 6                       | Fecha 6     | Fecha 6 |
| Zona A                 | Zona A    | Zona A                 | Zona A                        | Zona A      | Zona A  |
| Local                  | Resultado | Visitante              | Estadio                       | Fecha       | Hora    |
| ---------------------- | --------- | ---------------------- | ----------------------------- | ----------- | ------- |
| Estudiantes (BA)       | 0 - 0     | Chacarita Juniors      | Ciudad de Caseros             | 9 de marzo  | 17:00   |
| San Miguel             | 1 - 1     | San Martín (SJ)        | Malvinas Argentinas           | 9 de marzo  | 17:00   |
| Ferro Carril Oeste     | 1 - 2     | Guillermo Brown        | Arquitecto Ricardo Etcheverri | 9 de marzo  | 19:00   |
| Quilmes                | 0 - 0     | Arsenal                | Centenario                    | 9 de marzo  | 21:30   |
| Gimnasia y Esgrima (J) | 0 - 1     | All Boys               | 23 de Agosto                  | 10 de marzo | 17:00   |
| Güemes (SdE)           | 2 - 2     | Tristán Suárez         | Arturo Miranda                | 10 de marzo | 17:00   |
| Deportivo Maipú        | 1 - 2     | Agropecuario           | Omar Higinio Sperdutti        | 10 de marzo | 17:30   |
| Alvarado               | 2 - 0     | Patronato              | José María Minella            | 10 de marzo | 18:00   |
| Talleres (RdE)         | 1 - 3     | San Martín (T)         | Pablo Comelli                 | 10 de marzo | 19:10   |
| Zona B                 |           |                        |                               |             |         |
| Local                  | Resultado | Visitante              | Estadio                       | Fecha       | Hora    |
| Atlético de Rafaela    | 1 - 2     | Deportivo Morón        | Nuevo Monumental              | 8 de marzo  | 21:10   |
| Defensores de Belgrano | 0 - 0     | Almagro                | Juan Pascuale                 | 9 de marzo  | 17:00   |
| Deportivo Madryn       | 0 - 0     | Nueva Chicago          | Abel Sastre                   | 9 de marzo  | 17:00   |
| Chaco For Ever         | 3 - 0     | Brown de Adrogué       | Juan Alberto García           | 9 de marzo  | 21:00   |
| Almirante Brown        | 2 - 0     | Mitre (SdE)            | Fragata Presidente Sarmiento  | 10 de marzo | 17:00   |
| Defensores Unidos      | 3 - 1     | Gimnasia y Esgrima (M) | Mario Losinno                 | 10 de marzo | 17:00   |
| Colón                  | 1 - 1     | Aldosivi               | Brigadier Estanislao López    | 10 de marzo | 19:10   |
| San Telmo              | 3 - 0     | Temperley              | Doctor Osvaldo Baletto        | 11 de marzo | 17:00   |
| Atlanta                | 1 - 1     | Gimnasia y Tiro (S)    | Don León Kolbowsky            | 11 de marzo | 21:10   |
| Interzonal             |           |                        |                               |             |         |
| Local                  | Resultado | Visitante              | Estadio                       | Fecha       | Hora    |
| Estudiantes (RC)       | 0 - 0     | Racing (C)             | Antonio Candini               | 10 de marzo | 20:00   |

| Fecha 7                | Fecha 7   | Fecha 7                | Fecha 7                             | Fecha 7     | Fecha 7 |
| Zona A                 | Zona A    | Zona A                 | Zona A                              | Zona A      | Zona A  |
| Local                  | Resultado | Visitante              | Estadio                             | Fecha       | Hora    |
| ---------------------- | --------- | ---------------------- | ----------------------------------- | ----------- | ------- |
| San Martín (SJ)        | 0 - 3     | Quilmes                | Ingeniero Hilario Sánchez           | 15 de marzo | 21:45   |
| Tristán Suárez         | 2 - 1     | Gimnasia y Esgrima (J) | 20 de Octubre                       | 16 de marzo | 16:00   |
| All Boys               | 3 - 2     | Deportivo Maipú        | Islas Malvinas                      | 16 de marzo | 17:35   |
| Arsenal                | 2 - 1     | Talleres (RdE)         | El Viaducto                         | 17 de marzo | 15:00   |
| Guillermo Brown        | 1 - 1     | San Miguel             | Raúl Conti                          | 17 de marzo | 16:00   |
| Racing (C)             | 2 - 0     | Alvarado               | Miguel Sancho                       | 17 de marzo | 16:30   |
| San Martín (T)         | 2 - 0     | Estudiantes (BA)       | La Ciudadela                        | 17 de marzo | 18:00   |
| Patronato              | 0 - 0     | Güemes (SdE)           | Presbítero Bartolomé Grella         | 17 de marzo | 19:00   |
| Agropecuario           | 1 - 2     | Ferro Carril Oeste     | Ofelia Rosenzuaig                   | 18 de marzo | 21:45   |
| Zona B                 |           |                        |                                     |             |         |
| Local                  | Resultado | Visitante              | Estadio                             | Fecha       | Hora    |
| Aldosivi               | 1 - 1     | Estudiantes (RC)       | José María Minella                  | 16 de marzo | 18:00   |
| Temperley              | 1 - 1     | Atlético de Rafaela    | Alfredo Beranger                    | 16 de marzo | 19:10   |
| Brown de Adrogué       | 0 - 0     | San Telmo              | Lorenzo Arandilla                   | 16 de marzo | 19:40   |
| Almagro                | 0 - 0     | Chaco For Ever         | Tres de Febrero                     | 17 de marzo | 16:00   |
| Deportivo Morón        | 0 - 0     | Deportivo Madryn       | Nuevo Francisco Urbano              | 17 de marzo | 16:00   |
| Mitre (SdE)            | 2 - 2     | Colón                  | Doctores José y Antonio Castiglione | 17 de marzo | 17:15   |
| Gimnasia y Esgrima (M) | 2 - 1     | Atlanta                | Víctor Antonio Legrotaglie          | 18 de marzo | 18:30   |
| Nueva Chicago          | 3 - 0     | Defensores Unidos      | Nueva Chicago                       | 18 de marzo | 18:45   |
| Gimnasia y Tiro (S)    | 0 - 0     | Almirante Brown        | Gigante del Norte                   | 19 de marzo | 16:00   |
| Interzonal             |           |                        |                                     |             |         |
| Local                  | Resultado | Visitante              | Estadio                             | Fecha       | Hora    |
| Chacarita Juniors      | 1 - 4     | Defensores de Belgrano | Chacarita Juniors                   | 16 de marzo | 15:30   |

| Fecha 8                | Fecha 8   | Fecha 8                | Fecha 8                       | Fecha 8     | Fecha 8 |
| Zona A                 | Zona A    | Zona A                 | Zona A                        | Zona A      | Zona A  |
| Local                  | Resultado | Visitante              | Estadio                       | Fecha       | Hora    |
| ---------------------- | --------- | ---------------------- | ----------------------------- | ----------- | ------- |
| Talleres (RdE)         | 0 - 0     | San Martín (SJ)        | Pablo Comelli                 | 21 de marzo | 15:30   |
| Estudiantes (BA)       | 1 - 0     | Arsenal                | Ciudad de Caseros             | 23 de marzo | 15:30   |
| San Miguel             | 1 - 1     | Agropecuario           | Malvinas Argentinas           | 23 de marzo | 15:30   |
| Deportivo Maipú        | 1 - 0     | Tristán Suárez         | Omar Higinio Sperdutti        | 23 de marzo | 17.00   |
| Quilmes                | 1 - 0     | Guillermo Brown        | Centenario                    | 23 de marzo | 17.40   |
| Gimnasia y Esgrima (J) | 1 - 1     | Patronato              | 23 de Agosto                  | 23 de marzo | 21:00   |
| Chacarita Juniors      | 1 - 0     | San Martín (T)         | Chacarita Juniors             | 25 de marzo | 15:00   |
| Ferro Carril Oeste     | 2 - 2     | All Boys               | Arquitecto Ricardo Etcheverri | 25 de marzo | 19:00   |
| Güemes (SdE)           | 0 - 1     | Racing (C)             | Arturo Miranda                | 25 de marzo | 20:30   |
| Zona B                 |           |                        |                               |             |         |
| Local                  | Resultado | Visitante              | Estadio                       | Fecha       | Hora    |
| Defensores Unidos      | 2 - 0     | Deportivo Morón        | Mario Losinno                 | 23 de marzo | 15:30   |
| San Telmo              | 4 - 1     | Almagro                | Doctor Osvaldo Baletto        | 23 de marzo | 16:00   |
| Deportivo Madryn       | 0 - 1     | Temperley              | Abel Sastre                   | 23 de marzo | 16:00   |
| Almirante Brown        | 0 - 0     | Gimnasia y Esgrima (M) | Fragata Presidente Sarmiento  | 25 de marzo | 16:00   |
| Atlanta                | 0 - 0     | Nueva Chicago          | Don León Kolbowsky            | 25 de marzo | 21:00   |
| Atlético de Rafaela    | 0 - 0     | Brown de Adrogué       | Nuevo Monumental              | 25 de marzo | 21:00   |
| Chaco For Ever         | 3 - 0     | Defensores de Belgrano | Juan Alberto García           | 25 de marzo | 21:00   |
| Estudiantes (RC)       | 0 - 0     | Mitre (SdE)            | Antonio Candini               | 25 de marzo | 21:00   |
| Colón                  | 1 - 0     | Gimnasia y Tiro (S)    | Brigadier Estanislao López    | 25 de marzo | 21:45   |
| Interzonal             |           |                        |                               |             |         |
| Local                  | Resultado | Visitante              | Estadio                       | Fecha       | Hora    |
| Aldosivi               | 0 - 0     | Alvarado               | José María Minella            | 23 de marzo | 15:35   |

| Fecha 9                | Fecha 9   | Fecha 9                | Fecha 9                             | Fecha 9     | Fecha 9 |
| Zona A                 | Zona A    | Zona A                 | Zona A                              | Zona A      | Zona A  |
| Local                  | Resultado | Visitante              | Estadio                             | Fecha       | Hora    |
| ---------------------- | --------- | ---------------------- | ----------------------------------- | ----------- | ------- |
| Guillermo Brown        | 1 - 1     | Talleres (RdE)         | Raúl Conti                          | 29 de marzo | 15:00   |
| Agropecuario           | 1 - 1     | Quilmes                | Ofelia Rosenzuaig                   | 29 de marzo | 19:05   |
| Arsenal                | 3 - 1     | Chacarita Juniors      | El Viaducto                         | 30 de marzo | 13:05   |
| Tristán Suárez         | 1 - 1     | Ferro Carril Oeste     | 20 de Octubre                       | 30 de marzo | 16:00   |
| Alvarado               | 0 - 0     | Güemes (SdE)           | José María Minella                  | 31 de marzo | 16:00   |
| Racing (C)             | 1 - 0     | Gimnasia y Esgrima (J) | Miguel Sancho                       | 31 de marzo | 16:30   |
| Patronato              | 1 - 2     | Deportivo Maipú        | Presbítero Bartolomé Grella         | 31 de marzo | 17:00   |
| All Boys               | 0 - 0     | San Miguel             | Islas Malvinas                      | 31 de marzo | 17:45   |
| San Martín (SJ)        | 0 - 0     | Estudiantes (BA)       | San Juan del Bicentenario           | 31 de marzo | 19:00   |
| Zona B                 |           |                        |                                     |             |         |
| Local                  | Resultado | Visitante              | Estadio                             | Fecha       | Hora    |
| Gimnasia y Esgrima (M) | 2 - 0     | Colón                  | Víctor Antonio Legrotaglie          | 30 de marzo | 15:05   |
| Almagro                | 1 - 0     | Atlético de Rafaela    | Tres de Febrero                     | 30 de marzo | 16:00   |
| Temperley              | 0 - 0     | Defensores Unidos      | Alfredo Beranger                    | 30 de marzo | 16:00   |
| Nueva Chicago          | 1 - 0     | Almirante Brown        | Nueva Chicago                       | 31 de marzo | 15:30   |
| Gimnasia y Tiro (S)    | 1 - 1     | Estudiantes (RC)       | Gigante del Norte                   | 31 de marzo | 16:00   |
| Brown de Adrogué       | 0 - 1     | Deportivo Madryn       | Lorenzo Arandilla                   | 31 de marzo | 19:00   |
| Deporitvo Morón        | 3 - 0     | Atlanta                | Nuevo Francisco Urbano              | 31 de marzo | 20:00   |
| Defensores de Belgrano | 0 - 1     | San Telmo              | Juan Pasquale                       | 1 de abril  | 15:30   |
| Mitre (SdE)            | 0 - 1     | Aldosivi               | Doctores José y Antonio Castiglione | 1 de abril  | 16:00   |
| Interzonal             |           |                        |                                     |             |         |
| Local                  | Resultado | Visitante              | Estadio                             | Fecha       | Hora    |
| San Martín (T)         | 1 - 0     | Chaco For Ever         | La Ciudadela                        | 1 de abril  | 21:10   |

| Fecha 10               | Fecha 10  | Fecha 10               | Fecha 10                            | Fecha 10   | Fecha 10 |
| Zona A                 | Zona A    | Zona A                 | Zona A                              | Zona A     | Zona A   |
| Local                  | Resultado | Visitante              | Estadio                             | Fecha      | Hora     |
| ---------------------- | --------- | ---------------------- | ----------------------------------- | ---------- | -------- |
| Chacarita Juniors      | 1 - 1     | San Martín (SJ)        | Chacarita Juniors                   | 6 de abril | 14:10    |
| Ferro Carril Oeste     | 1 - 1     | Patronato              | Arquitecto Ricardo Etcheverri       | 6 de abril | 19:00    |
| San Martín (T)         | 3 - 0     | Arsenal                | La Ciudadela                        | 6 de abril | 21:10    |
| San Miguel             | 3 - 2     | Tristán Suárez         | Malvinas Argentinas                 | 7 de abril | 14:00    |
| Talleres (RdE)         | 1 - 5     | Agropecuario           | Pablo Comelli                       | 7 de abril | 15:30    |
| Estudiantes (BA)       | 2 - 1     | Guillermo Brown        | Ciudad de Caseros                   | 7 de abril | 15:30    |
| Gimnasia y Esgrima (J) | 1 - 0     | Alvarado               | 23 de Agosto                        | 7 de abril | 16:00    |
| Quilmes                | 1 - 0     | All Boys               | Centenario Ciudad de Quilmes        | 7 de abril | 16:05    |
| Deportivo Maipú        | 1 - 0     | Racing (C)             | Omar Higinio Sperdutti              | 7 de abril | 17:00    |
| Zona B                 |           |                        |                                     |            |          |
| Local                  | Resultado | Visitante              | Estadio                             | Fecha      | Hora     |
| Colón                  | 2 - 1     | Nueva Chicago          | Brigadier General Estanislao López  | 5 de abril | 21:10    |
| Almirante Brown        | 1 - 1     | Deportivo Morón        | Fragata Presidente Sarmiento        | 6 de abril | 14:30    |
| Defensores Unidos      | 1 - 1     | Brown de Adrogué       | Mario Losinno                       | 6 de abril | 15:30    |
| San Telmo              | 2 - 0     | Chaco For Ever         | Doctor Osvaldo Baletto              | 6 de abril | 15:30    |
| Deportivo Madryn       | 2 - 0     | Almagro                | Abel Sastre                         | 7 de abril | 16:00    |
| Aldosivi               | 2 - 2     | Gimnasia y Tiro (S)    | José María Minella                  | 7 de abril | 17:00    |
| Estudiantes (RC)       | 1 - 1     | Gimnasia y Esgrima (M) | Antonio Candini                     | 7 de abril | 18:00    |
| Atlético de Rafaela    | 0 - 1     | Defensores de Belgrano | Nuevo Monumental                    | 7 de abril | 18:10    |
| Atlanta                | 0 - 2     | Temperley              | Don León Kolbowsky                  | 8 de abril | 21:10    |
| Interzonal             |           |                        |                                     |            |          |
| Local                  | Resultado | Visitante              | Estadio                             | Fecha      | Hora     |
| Mitre (SdE)            | 2 - 0     | Güemes (SdE)           | Doctores José y Antonio Castiglione | 7 de abril | 17:00    |

| Fecha 11               | Fecha 11  | Fecha 11               | Fecha 11                    | Fecha 11    | Fecha 11 |
| Zona A                 | Zona A    | Zona A                 | Zona A                      | Zona A      | Zona A   |
| Local                  | Resultado | Visitante              | Estadio                     | Fecha       | Hora     |
| ---------------------- | --------- | ---------------------- | --------------------------- | ----------- | -------- |
| Agropecuario           | 0 - 0     | Estudiantes (BA)       | Ofelia Rosenzuaig           | 13 de abril | 17:05    |
| Alvarado               | 0 - 1     | Deportivo Maipú        | José María Minella          | 13 de abril | 19:00    |
| All Boys               | 1 - 0     | Talleres (RdE)         | Islas Malvinas              | 13 de abril | 19:10    |
| Tristán Suárez         | 1 - 3     | Quilmes                | 20 de Octubre               | 14 de abril | 14:30    |
| Guillermo Brown        | 0 - 3     | Chacarita Juniors      | Raúl Conti                  | 14 de abril | 15:30    |
| Racing (C)             | 1 - 1     | Ferro Carril Oeste     | Miguel Sancho               | 14 de abril | 16:00    |
| Patronato              | 0 - 1     | San Miguel             | Presbítero Bartolomé Grella | 14 de abril | 17:00    |
| Güemes (SdE)           | 1 - 1     | Gimnasia y Esgrima (J) | Arturo Miranda              | 14 de abril | 18:00    |
| San Martín (SJ)        | 0 - 0     | San Martin (T)         | San Juan del Bicentenario   | 14 de abril | 18:50    |
| Zona B                 |           |                        |                             |             |          |
| Local                  | Resultado | Visitante              | Estadio                     | Fecha       | Hora     |
| Nueva Chicago          | 0 - 1     | Estudiantes (RC)       | Nueva Chicago               | 12 de abril | 18:00    |
| Brown de Adrogué       | 2 - 3     | Atlanta                | Lorenzo Arandilla           | 13 de abril | 15:00    |
| Temperley              | 1 - 1     | Almirante Brown        | Alfredo Beranger            | 13 de abril | 15:05    |
| Almagro                | 1 - 1     | Defensores Unidos      | Tres de Febrero             | 13 de abril | 15:30    |
| Gimnasia y Esgrima (M) | 2 - 3     | Aldosivi               | Víctor Antonio Legrotaglie  | 13 de abril | 16:00    |
| Chaco For Ever         | 2 - 0     | Atlético de Rafaela    | Juan Alberto García         | 13 de abril | 17:00    |
| Deportivo Morón        | 0 - 2     | Colón                  | Nuevo Francisco Urbano      | 13 de abril | 21:10    |
| Gimnasia y Tiro (S)    | 1 - 0     | Mitre (SdE)            | Gigante del Norte           | 14 de abril | 16:00    |
| Defensores de Belgrano | 2 - 3     | Deportivo Madryn       | Juan Pasquale               | 14 de abril | 21:00    |
| Interzonal             |           |                        |                             |             |          |
| Local                  | Resultado | Visitante              | Estadio                     | Fecha       | Hora     |
| Arsenal                | 0 - 0     | San Telmo              | El Viaducto                 | 14 de abril | 15:00    |

| Fecha 12            | Fecha 12  | Fecha 12               | Fecha 12                            | Fecha 12    | Fecha 12 |
| Zona A              | Zona A    | Zona A                 | Zona A                              | Zona A      | Zona A   |
| Local               | Resultado | Visitante              | Estadio                             | Fecha       | Hora     |
| ------------------- | --------- | ---------------------- | ----------------------------------- | ----------- | -------- |
| San Martín (T)      | 0 - 0     | Guillermo Brown        | La Ciudadela                        | 19 de abril | 21:00    |
| Estudiantes (BA)    | 1 - 1     | All Boys               | Ciudad de Caseros                   | 20 de abril | 15:00    |
| Talleres (RdE)      | 1 - 0     | Tristán Suárez         | Pablo Comelli                       | 20 de abril | 20:00    |
| San Miguel          | 2 - 0     | Racing (C)             | Malvinas Argentinas                 | 21 de abril | 13:00    |
| Arsenal             | 0 - 0     | San Martín (SJ)        | El Viaducto                         | 21 de abril | 13:00    |
| Chacarita Juniors   | 2 - 1     | Agropecuario           | Chacarita Juniors                   | 21 de abril | 15:30    |
| Deportivo Maipú     | 1 - 1     | Güemes (SdE)           | Omar Higinio Sperdutti              | 22 de abril | 15:00    |
| Quilmes             | 2 - 2     | Patronato              | Centenario Ciudad de Quilmes        | 22 de abril | 21:10    |
| Ferro Carril Oeste  | 3 - 0     | Alvarado               | Arquitecto Ricardo Etcheverri       | 23 de abril | 19:00    |
| Zona B              |           |                        |                                     |             |          |
| Local               | Resultado | Visitante              | Estadio                             | Fecha       | Hora     |
| Atlanta             | 3 - 0     | Almagro                | Don León Kolbowsky                  | 20 de abril | 13:30    |
| Defensores Unidos   | 3 - 2     | Defensores de Belgrano | Mario Losinno                       | 20 de abril | 15:30    |
| Colón               | 0 - 0     | Temperley              | Brigadier General Estanislao López  | 20 de abril | 19:05    |
| Mitre (SdE)         | 0 - 1     | Gimnasia y Esgrima (M) | Doctores José y Antonio Castiglione | 21 de abril | 11:30    |
| Deportivo Madryn    | 1 - 0     | Chaco For Ever         | Abel Sastre                         | 21 de abril | 13:00    |
| Aldosivi            | 0 - 0     | Nueva Chicago          | José María Minella                  | 21 de abril | 16:00    |
| Atlético de Rafaela | 1 - 2     | San Telmo              | Nuevo Monumental                    | 21 de abril | 18:30    |
| Estudiantes (RC)    | 2 - 0     | Deportivo Morón        | Antonio Candini                     | 21 de abril | 20:00    |
| Almirante Brown     | 1 - 2     | Brown de Adrogué       | Fragata Presidente Sarmiento        | 22 de abril | 15:00    |
| Interzonal          |           |                        |                                     |             |          |
| Local               | Resultado | Visitante              | Estadio                             | Fecha       | Hora     |
| Gimnasia y Tiro (S) | 0 - 0     | Gimnasia y Esgrima (J) | Gigante del Norte                   | 21 de abril | 16:00    |

| Fecha 13               | Fecha 13  | Fecha 13            | Fecha 13                    | Fecha 13    | Fecha 13 |
| Zona A                 | Zona A    | Zona A              | Zona A                      | Zona A      | Zona A   |
| Local                  | Resultado | Visitante           | Estadio                     | Fecha       | Hora     |
| ---------------------- | --------- | ------------------- | --------------------------- | ----------- | -------- |
| Tristán Suárez         | 0 - 1     | Estudiantes (BA)    | 20 de Octubre               | 27 de abril | 14:30    |
| Patronato              | 1 - 1     | Talleres (RdE)      | Presbítero Bartolomé Grella | 27 de abril | 16:35    |
| Agropecuario           | 0 - 1     | San Martín (T)      | Ofelia Rosenzuaig           | 27 de abril | 18:40    |
| Guillermo Brown        | 2 - 0     | Arsenal             | Raúl Conti                  | 28 de abril | 15:00    |
| Alvarado               | 1 - 0     | San Miguel          | José María Minella          | 28 de abril | 15:30    |
| Gimnasia y Esgrima (J) | 2 - 0     | Deportivo Maipú     | 23 de Agosto                | 28 de abril | 16:00    |
| Güemes (SdE)           | 1 - 3     | Ferro Carril Oeste  | Arturo Miranda              | 28 de abril | 16:30    |
| All Boys               | 0 - 0     | Chacarita Juniors   | Islas Malvinas              | 28 de abril | 19:10    |
| Racing (C)             | 1 - 0     | Quilmes             | Miguel Sancho               | 28 de abril | 21:10    |
| Zona B                 |           |                     |                             |             |          |
| Local                  | Resultado | Visitante           | Estadio                     | Fecha       | Hora     |
| Almagro                | 1 - 0     | Almirante Brown     | Tres de Febrero             | 27 de abril | 15:30    |
| Nueva Chicago          | 1 - 0     | Mitre (SdE)         | Nueva Chicago               | 27 de abril | 18:00    |
| Defensores de Belgrano | 2 - 0     | Atlanta             | Juan Pasquale               | 27 de abril | 20:40    |
| Brown de Adrogué       | 0 - 4     | Colón               | Lorenzo Arandilla           | 28 de abril | 13:10    |
| Deportivo Morón        | 2 - 1     | Aldosivi            | Nuevo Francisco Urbano      | 28 de abril | 15:00    |
| Temperley              | 0 - 1     | Estudiantes (RC)    | Alfredo Beranger            | 28 de abril | 15:30    |
| San Telmo              | 2 - 1     | Deportivo Madryn    | Doctor Osvaldo Baletto      | 28 de abril | 15:30    |
| Chaco For Ever         | 3 - 0     | Defensores Unidos   | Juan Alberto García         | 28 de abril | 16:30    |
| Gimnasia y Esgrima (M) | 0 - 0     | Gimnasia y Tiro (S) | Víctor Antonio Legrotaglie  | 28 de abril | 16:30    |
| Interzonal             |           |                     |                             |             |          |
| Local                  | Resultado | Visitante           | Estadio                     | Fecha       | Hora     |
| San Martín (SJ)        | 2 - 1     | Atlético de Rafaela | San Juan del Bicentenario   | 28 de abril | 16:00    |

| Fecha 14               | Fecha 14  | Fecha 14               | Fecha 14                            | Fecha 14  | Fecha 14 |
| Zona A                 | Zona A    | Zona A                 | Zona A                              | Zona A    | Zona A   |
| Local                  | Resultado | Visitante              | Estadio                             | Fecha     | Hora     |
| ---------------------- | --------- | ---------------------- | ----------------------------------- | --------- | -------- |
| San Miguel             | 1 - 0     | Güemes (SdE)           | Malvinas Argentinas                 | 4 de mayo | 15:30    |
| Estudiantes (BA)       | 0 - 0     | Patronato              | Ciudad de Caseros                   | 4 de mayo | 15:30    |
| Arsenal                | 1 - 0     | Agropecuario           | El Viaducto                         | 4 de mayo | 15:30    |
| San Martín (SJ)        | 1 - 0     | Guillermo Brown        | Ingeniero Hilario Sánchez           | 4 de mayo | 16:00    |
| San Martín (T)         | 0 - 0     | All Boys               | La Ciudadela                        | 4 de mayo | 19:10    |
| Chacarita Juniors      | 1 - 2     | Tristán Suárez         | Chacarita Juniors                   | 5 de mayo | 15:30    |
| Ferro Carril Oeste     | 2 - 0     | Gimnasia y Esgrima (J) | Arquitecto Ricardo Etcheverri       | 5 de mayo | 17:00    |
| Quilmes                | 1 - 1     | Alvarado               | Centenario Ciudad de Quilmes        | 5 de mayo | 21:00    |
| Talleres (RdE)         | 0 - 0     | Racing (C)             | Pablo Comelli                       | 7 de mayo | 15:05    |
| Zona B                 |           |                        |                                     |           |          |
| Local                  | Resultado | Visitante              | Estadio                             | Fecha     | Hora     |
| Colón                  | 3 - 0     | Almagro                | Brigadier Estanislao López          | 3 de mayo | 19:10    |
| Estudiantes (RC)       | 2 - 1     | Brown de Adrogué       | Antonio Candini                     | 3 de mayo | 21:00    |
| Defensores Unidos      | 2 - 2     | San Telmo              | Mario Losinno                       | 4 de mayo | 13:30    |
| Atlanta                | 1 - 0     | Chaco For Ever         | Don León Kolbowsky                  | 4 de mayo | 14:00    |
| Almirante Brown        | 0 - 2     | Defensores de Belgrano | Fragata Presidente Sarmiento        | 4 de mayo | 15:30    |
| Deportivo Madryn       | 1 - 1     | Atlético de Rafaela    | Raúl Conti                          | 4 de mayo | 15:30    |
| Mitre (SdE)            | 0 - 0     | Deportivo Morón        | Doctores José y Antonio Castiglione | 4 de mayo | 16:00    |
| Aldosivi               | 1 - 1     | Temperley              | José María Minella                  | 4 de mayo | 17:35    |
| Gimnasia y Tiro (S)    | 2 - 0     | Nueva Chicago          | Gigante del Norte                   | 5 de mayo | 16:00    |
| Interzonal             |           |                        |                                     |           |          |
| Local                  | Resultado | Visitante              | Estadio                             | Fecha     | Hora     |
| Gimnasia y Esgrima (M) | 0 - 1     | Deportivo Maipú        | Víctor Antonio Legrotaglie          | 4 de mayo | 15:30    |

| Fecha 15               | Fecha 15  | Fecha 15               | Fecha 15                    | Fecha 15   | Fecha 15 |
| Zona A                 | Zona A    | Zona A                 | Zona A                      | Zona A     | Zona A   |
| Local                  | Resultado | Visitante              | Estadio                     | Fecha      | Hora     |
| ---------------------- | --------- | ---------------------- | --------------------------- | ---------- | -------- |
| Agropecuario           | 0 - 1     | San Martín (SJ)        | Ofelia Rosenzuaig           | 11 de mayo | 15:00    |
| Tristán Suárez         | 0 - 0     | San Martín (T)         | 20 de Octubre               | 11 de mayo | 15:30    |
| Güemes (SdE)           | 1 - 0     | Quilmes                | Arturo Miranda              | 12 de mayo | 15:05    |
| Alvarado               | 1 - 0     | Talleres (RdE)         | José María Minella          | 12 de mayo | 15:30    |
| Deportivo Maipú        | 2 - 1     | Ferro Carril Oeste     | Omar Higinio Sperdutti      | 12 de mayo | 15:30    |
| Gimnasia y Esgrima (J) | 3 - 0     | San Miguel             | 23 de Agosto                | 12 de mayo | 16:00    |
| Patronato              | 2 - 0     | Chacarita Juniors      | Presbítero Bartolomé Grella | 12 de mayo | 16:00    |
| Racing (C)             | 0 - 1     | Estudiantes (BA)       | Miguel Sancho               | 12 de mayo | 18:00    |
| All Boys               | 1 - 0     | Arsenal                | Islas Malvinas              | 13 de mayo | 21:05    |
| Zona B                 |           |                        |                             |            |          |
| Local                  | Resultado | Visitante              | Estadio                     | Fecha      | Hora     |
| Temperley              | 2 - 0     | Mitre (SdE)            | Alfredo Beranger            | 10 de mayo | 20:00    |
| Deportivo Morón        | 0 - 0     | Gimnasia y Tiro (S)    | Nuevo Francisco Urbano      | 11 de mayo | 14:00    |
| Chaco For Ever         | 0 - 0     | Almirante Brown        | Juan Alberto García         | 11 de mayo | 18:00    |
| Atlético de Rafaela    | 1 - 0     | Defensores Unidos      | Nuevo Monumental            | 11 de mayo | 18:00    |
| Brown de Adrogué       | 0 - 1     | Aldosivi               | Lorenzo Arandilla           | 11 de mayo | 19:00    |
| San Telmo              | 0 - 1     | Atlanta                | Doctor Osvaldo Baletto      | 12 de mayo | 13:05    |
| Nueva Chicago          | 2 - 1     | Gimnasia y Esgrima (M) | Nueva Chicago               | 12 de mayo | 17:30    |
| Almagro                | 0 - 1     | Estudiantes (RC)       | Tres de Febrero             | 13 de mayo | 15:30    |
| Defensores de Belgrano | 1 - 0     | Colón                  | Juan Pasquale               | 13 de mayo | 21:10    |
| Interzonal             |           |                        |                             |            |          |
| Local                  | Resultado | Visitante              | Estadio                     | Fecha      | Hora     |
| Guillermo Brown        | 0 - 1     | Deportivo Madryn       | Raúl Conti                  | 12 de mayo | 15:00    |

| Fecha 16               | Fecha 16  | Fecha 16               | Fecha 16                            | Fecha 16   | Fecha 16 |
| Zona A                 | Zona A    | Zona A                 | Zona A                              | Zona A     | Zona A   |
| Local                  | Resultado | Visitante              | Estadio                             | Fecha      | Hora     |
| ---------------------- | --------- | ---------------------- | ----------------------------------- | ---------- | -------- |
| San Miguel             | 2 - 1     | Deportivo Maipú        | Malvinas Argentinas                 | 18 de mayo | 15:30    |
| Talleres (RdE)         | 0 - 0     | Güemes (SdE)           | Pablo Comelli                       | 18 de mayo | 15:30    |
| Quilmes                | 2 - 1     | Gimnasia y Esgrima (J) | Centenario Ciudad de Quilmes        | 18 de mayo | 19:00    |
| Estudiantes (BA)       | 4 - 0     | Alvarado               | Ciudad de Caseros                   | 18 de mayo | 21:10    |
| Guillermo Brown        | 0 - 2     | Agropecuario           | Raúl Conti                          | 19 de mayo | 15:00    |
| Arsenal                | 0 - 2     | Tristán Suárez         | El Viaducto                         | 19 de mayo | 15:00    |
| Chacarita Juniors      | 2 - 2     | Racing (C)             | Chacarita Juniors                   | 19 de mayo | 15:30    |
| San Martín (SJ)        | 3 - 0     | All Boys               | Ingeniero Hilario Sánchez           | 19 de mayo | 16:00    |
| San Martín (T)         | 2 - 0     | Patronato              | La Ciudadela                        | 20 de mayo | 21:00    |
| Zona B                 |           |                        |                                     |            |          |
| Local                  | Resultado | Visitante              | Estadio                             | Fecha      | Hora     |
| Gimnasia y Tiro (S)    | 0 - 2     | Temperley              | Gigante del Norte                   | 17 de mayo | 15:30    |
| Atlanta                | 2 - 0     | Atlético de Rafaela    | Don León Kolbowsky                  | 19 de mayo | 14:00    |
| Defensores Unidos      | 0 - 0     | Deportivo Madryn       | Mario Losinno                       | 19 de mayo | 15:30    |
| Aldosivi               | 1 - 0     | Almagro                | José María Minella                  | 19 de mayo | 15:30    |
| Gimnasia y Esgrima (M) | 2 - 1     | Deportivo Morón        | Víctor Antonio Legrotaglie          | 19 de mayo | 15:30    |
| Colón                  | 1 - 0     | Chaco For Ever         | Brigadier Estanislao López          | 19 de mayo | 15:45    |
| Estudiantes (RC)       | 1 - 1     | Defensores de Belgrano | Antonio Candini                     | 19 de mayo | 18:00    |
| Almirante Brown        | 0 - 0     | San Telmo              | Fragata Presidente Sarmiento        | 20 de mayo | 15:30    |
| Mitre (SdE)            | 1 - 0     | Brown de Adrogué       | Doctores José y Antonio Castiglione | 20 de mayo | 21:30    |
| Interzonal             |           |                        |                                     |            |          |
| Local                  | Resultado | Visitante              | Estadio                             | Fecha      | Hora     |
| Nueva Chicago          | 3 - 1     | Ferro Carril Oeste     | Nueva Chicago                       | 21 de mayo | 16:10    |

| Fecha 17               | Fecha 17  | Fecha 17               | Fecha 17                      | Fecha 17   | Fecha 17 |
| Zona A                 | Zona A    | Zona A                 | Zona A                        | Zona A     | Zona A   |
| Local                  | Resultado | Visitante              | Estadio                       | Fecha      | Hora     |
| ---------------------- | --------- | ---------------------- | ----------------------------- | ---------- | -------- |
| Tristán Suárez         | 0 - 1     | San Martín (SJ)        | 20 de Octubre                 | 25 de mayo | 13:30    |
| Ferro Carril Oeste     | 1 - 0     | San Miguel             | Arquitecto Ricardo Etcheverri | 26 de mayo | 13:10    |
| Deportivo Maipú        | 1 - 1     | Quilmes                | Omar Higinio Sperdutti        | 26 de mayo | 15:30    |
| All Boys               | 1 - 1     | Guillermo Brown        | Islas Malvinas                | 26 de mayo | 15:30    |
| Alvarado               | 2 - 1     | Chacarita Juniors      | José María Minella            | 26 de mayo | 15:30    |
| Güemes (SdE)           | 1 - 0     | Estudiantes (BA)       | Arturo Miranda                | 26 de mayo | 15:30    |
| Patronato              | 0 - 0     | Arsenal                | Presbítero Bartolomé Grella   | 26 de mayo | 16:00    |
| Racing (C)             | 0 - 1     | San Martín (T)         | Miguel Sancho                 | 26 de mayo | 16:00    |
| Gimnasia y Esgrima (J) | 2 - 1     | Talleres (RdE)         | 23 de Agosto                  | 26 de mayo | 16:00    |
| Zona B                 |           |                        |                               |            |          |
| Local                  | Resultado | Visitante              | Estadio                       | Fecha      | Hora     |
| San Telmo              | 2 - 0     | Colón                  | Doctor Osvaldo Baletto        | 25 de mayo | 12:45    |
| Atlético de Rafaela    | 1 - 2     | Almirante Brown        | Nuevo Monumental              | 25 de mayo | 18:00    |
| Deportivo Madryn       | 3 - 0     | Atlanta                | Abel Sastre                   | 26 de mayo | 15:00    |
| Brown de Adrogué       | 0 - 0     | Gimnasia y Tiro (S)    | Lorenzo Arandilla             | 26 de mayo | 15:00    |
| Almagro                | 0 - 0     | Mitre (SdE)            | Tres de Febrero               | 26 de mayo | 15:30    |
| Chaco For Ever         | 3 - 0     | Estudiantes (RC)       | Juan Alberto García           | 26 de mayo | 16:00    |
| Deportivo Morón        | 1 - 0     | Nueva Chicago          | Nuevo Francisco Urbano        | 26 de mayo | 17:30    |
| Defensores de Belgrano | 0 - 2     | Aldosivi               | Juan Pasquale                 | 27 de mayo | 18:00    |
| Temperley              | 1 - 3     | Gimnasia y Esgrima (M) | Alfredo Beranger              | 27 de mayo | 21:10    |
| Interzonal             |           |                        |                               |            |          |
| Local                  | Resultado | Visitante              | Estadio                       | Fecha      | Hora     |
| Agropecuario           | 0 - 0     | Defensores Unidos      | Ofelia Rosenzuaig             | 25 de mayo | 15:00    |

| Fecha 18               | Fecha 18  | Fecha 18               | Fecha 18                            | Fecha 18   | Fecha 18 |
| Zona A                 | Zona A    | Zona A                 | Zona A                              | Zona A     | Zona A   |
| Local                  | Resultado | Visitante              | Estadio                             | Fecha      | Hora     |
| ---------------------- | --------- | ---------------------- | ----------------------------------- | ---------- | -------- |
| Arsenal                | 0 - 2     | Racing (C)             | El Viaducto                         | 31 de mayo | 15:00    |
| Chacarita Juniors      | 2 - 0     | Güemes (SdE)           | Chacarita Juniors                   | 1 de junio | 15:30    |
| Talleres (RdE)         | 2 - 3     | Deportivo Maipú        | Pablo Comelli                       | 1 de junio | 19:10    |
| Estudiantes (BA)       | 1 - 0     | Gimnasia y Esgrima (J) | Ciudad de Caseros                   | 2 de junio | 15:00    |
| Guillermo Brown        | 2 - 1     | Tristán Suárez         | Raúl Conti                          | 2 de junio | 15:00    |
| San Martin (SJ)        | 1 - 0     | Patronato              | Ingeniero Hilario Sánchez           | 2 de junio | 16:00    |
| San Martín (T)         | 1 - 0     | Alvarado               | La Ciudadela                        | 2 de junio | 17:00    |
| Quilmes                | 1 - 4     | Ferro Carril Oeste     | Centenario Ciudad de Quilmes        | 2 de junio | 18:00    |
| Agropecuario           | 2 - 1     | All Boys               | Ofelia Rosenzuaig                   | 3 de junio | 21:10    |
| Zona B                 |           |                        |                                     |            |          |
| Local                  | Resultado | Visitante              | Estadio                             | Fecha      | Hora     |
| Colón                  | 1 - 0     | Atlético de Rafaela    | Brigadier Estanislao López          | 31 de mayo | 21:10    |
| Nueva Chicago          | 1 - 0     | Temperley              | Nueva Chicago                       | 1 de junio | 15:05    |
| Almirante Brown        | 0 - 1     | Deportivo Madryn       | Fragata Presidente Sarmiento        | 1 de junio | 21:10    |
| Gimnasia y Esgrima (M) | 3 - 1     | Brown de Adrogué       | Víctor Antonio Legrotaglie          | 2 de junio | 15:30    |
| Gimnasia y Tiro (S)    | 1 - 1     | Almagro                | Gigante del Norte                   | 2 de junio | 15:30    |
| Mitre (SdE)            | 2 - 0     | Defensores de Belgrano | Doctores José y Antonio Castiglione | 2 de junio | 16:00    |
| Aldosivi               | 1 - 1     | Chaco For Ever         | José María Minella                  | 2 de junio | 16:00    |
| Estudiantes (RC)       | 0 - 1     | San Telmo              | Antonio Candini                     | 2 de junio | 17:00    |
| Atlanta                | 1 - 1     | Defensores Unidos      | Don León Kolbowsky                  | 3 de junio | 17:35    |
| Interzonal             |           |                        |                                     |            |          |
| Local                  | Resultado | Visitante              | Estadio                             | Fecha      | Hora     |
| Deportivo Morón        | 0 - 1     | San Miguel             | Nuevo Francisco Urbano              | 2 de junio | 15:30    |

| Fecha 19               | Fecha 19  | Fecha 19               | Fecha 19                      | Fecha 19    | Fecha 19 |
| Zona A                 | Zona A    | Zona A                 | Zona A                        | Zona A      | Zona A   |
| Local                  | Resultado | Visitante              | Estadio                       | Fecha       | Hora     |
| ---------------------- | --------- | ---------------------- | ----------------------------- | ----------- | -------- |
| Tristán Suárez         | 2 - 1     | Agropecuario           | 20 de Octubre                 | 8 de junio  | 15:00    |
| San Miguel             | 1 - 0     | Quilmes                | Malvinas Argentinas           | 8 de junio  | 15:10    |
| Alvarado               | 2 - 1     | Arsenal                | José María Minella            | 9 de junio  | 15:00    |
| Racing (C)             | 0 - 0     | San Martín (SJ)        | Miguel Sancho                 | 9 de junio  | 15:00    |
| Deportivo Maipú        | 1 - 0     | Estudiantes (BA)       | Omar Higinio Sperdutti        | 9 de junio  | 15:00    |
| Güemes (SdE)           | 0 - 0     | San Martín (T)         | Arturo Miranda                | 9 de junio  | 15:00    |
| Ferro Carril Oeste     | 0 - 1     | Talleres (RdE)         | Arquitecto Ricardo Etcheverri | 9 de junio  | 16:00    |
| Patronato              | 0 - 0     | Guillermo Brown        | Presbítero Bartolomé Grella   | 9 de junio  | 16:00    |
| Gimnasia y Esgrima (J) | 0 - 1     | Chacarita Juniors      | 23 de Agosto                  | 12 de junio | 15:10    |
| Zona B                 |           |                        |                               |             |          |
| Local                  | Resultado | Visitante              | Estadio                       | Fecha       | Hora     |
| Almagro                | 2 - 2     | Gimnasia y Esgrima (M) | Tres de Febrero               | 8 de junio  | 15:00    |
| Defensores de Belgrano | 1 - 0     | Gimnasia y Tiro (S)    | Juan Pasquale                 | 8 de junio  | 15:00    |
| Temperley              | 3 - 0     | Deportivo Morón        | Alfredo Beranger              | 8 de junio  | 19:30    |
| Brown de Adrogué       | 0 - 0     | Nueva Chicago          | Lorenzo Arandilla             | 8 de junio  | 21:30    |
| San Telmo              | 1 - 2     | Aldosivi               | Doctor Osvaldo Baletto        | 9 de junio  | 15:00    |
| Defensores Unidos      | 0 - 1     | Almirante Brown        | Mario Losinno                 | 9 de junio  | 15:00    |
| Deportivo Madryn       | 0 - 0     | Colón                  | Abel Sastre                   | 9 de junio  | 15:10    |
| Chaco For Ever         | 1 - 1     | Mitre (SdE)            | Juan Alberto García           | 9 de junio  | 16:00    |
| Atlético de Rafaela    | 0 - 1     | Estudiantes (RC)       | Nuevo Monumental              | 10 de junio | 21:10    |
| Interzonal             |           |                        |                               |             |          |
| Local                  | Resultado | Visitante              | Estadio                       | Fecha       | Hora     |
| All Boys               | 1 - 0     | Atlanta                | Islas Malvinas                | 8 de junio  | 15:20    |

| 1. 2. 3. 4. |

### Segunda rueda
| Fecha 20               | Fecha 20  | Fecha 20               | Fecha 20                      | Fecha 20    | Fecha 20 |
| Zona A                 | Zona A    | Zona A                 | Zona A                        | Zona A      | Zona A   |
| Local                  | Resultado | Visitante              | Estadio                       | Fecha       | Hora     |
| ---------------------- | --------- | ---------------------- | ----------------------------- | ----------- | -------- |
| San Miguel             | 0 - 0     | Talleres (RdE)         | Malvinas Argentinas           | 22 de junio | 15:00    |
| Tristán Suárez         | 1 - 0     | All Boys               | 20 de Octubre                 | 22 de junio | 15:00    |
| Racing (C)             | 1 - 2     | Guillermo Brown        | Miguel Sancho                 | 23 de junio | 15:00    |
| Alvarado               | 0 - 0     | San Martín (SJ)        | José María Minella            | 23 de junio | 15:00    |
| Deportivo Maipú        | 0 - 2     | Chacarita Juniors      | Omar Higinio Sperdutti        | 23 de junio | 15:00    |
| Güemes (SdE)           | 0 - 1     | Arsenal                | Arturo Miranda                | 23 de junio | 16:00    |
| Gimnasia y Esgrima (J) | 2 - 0     | San Martín (T)         | 23 de Agosto                  | 23 de junio | 16:00    |
| Patronato              | 4 - 0     | Agropecuario           | Presbítero Bartolomé Grella   | 23 de junio | 16:00    |
| Ferro Carril Oeste     | 2 - 2     | Estudiantes (BA)       | Arquitecto Ricardo Etcheverri | 23 de junio | 17:10    |
| Zona B                 |           |                        |                               |             |          |
| Local                  | Resultado | Visitante              | Estadio                       | Fecha       | Hora     |
| Deportivo Madryn       | 1 - 0     | Estudiantes (RC)       | Abel Sastre                   | 22 de junio | 15:00    |
| Defensores de Belgrano | 0 - 1     | Gimnasia y Esgrima (M) | Juan Pasquale                 | 22 de junio | 15:00    |
| Almagro                | 1 - 2     | Nueva Chicago          | Tres de Febrero               | 22 de junio | 15:00    |
| Brown de Adrogué       | 0 - 0     | Deportivo Morón        | Lorenzo Arandilla             | 22 de junio | 15:00    |
| San Telmo              | 0 - 0     | Mitre (SdE)            | Doctor Osvaldo Baletto        | 23 de junio | 15:00    |
| Defensores Unidos      | 2 - 1     | Colón                  | Mario Losinno                 | 23 de junio | 15:10    |
| Chaco For Ever         | 0 - 1     | Gimnasia y Tiro (S)    | Juan Alberto García           | 23 de junio | 16:00    |
| Atlético de Rafaela    | 0 - 2     | Aldosivi               | Nuevo Monumental              | 23 de junio | 19:00    |
| Atlanta                | 1 - 0     | Almirante Brown        | Don León Kolbowsky            | 24 de junio | 18:10    |
| Interzonal             |           |                        |                               |             |          |
| Local                  | Resultado | Visitante              | Estadio                       | Fecha       | Hora     |
| Temperley              | 1 - 0     | Quilmes                | Alfredo Beranger              | 22 de junio | 15:15    |

| Fecha 21               | Fecha 21  | Fecha 21               | Fecha 21                            | Fecha 21    | Fecha 21 |
| Zona A                 | Zona A    | Zona A                 | Zona A                              | Zona A      | Zona A   |
| Local                  | Resultado | Visitante              | Estadio                             | Fecha       | Hora     |
| ---------------------- | --------- | ---------------------- | ----------------------------------- | ----------- | -------- |
| All Boys               | 1 - 0     | Patronato              | Islas Malvinas                      | 29 de junio | 15:00    |
| Agropecuario           | 2 - 4     | Racing (C)             | Ofelia Rosenzuaig                   | 29 de junio | 15:00    |
| Estudiantes (BA)       | 1 - 1     | San Miguel             | Ciudad de Caseros                   | 29 de junio | 15:10    |
| Chacarita Juniors      | 1 - 1     | Ferro Carril Oeste     | Chacarita Juniors                   | 30 de junio | 14:10    |
| Arsenal                | 0 - 1     | Gimnasia y Esgrima (J) | El Viaducto                         | 30 de junio | 14:30    |
| Guillermo Brown        | 0 - 0     | Alvarado               | Raúl Conti                          | 30 de junio | 15:00    |
| San Martín (SJ)        | 1 - 0     | Güemes (SdE)           | Ingeniero Hilario Sánchez           | 30 de junio | 16:00    |
| San Martín (T)         | 2 - 1     | Deportivo Maipú        | La Ciudadela                        | 30 de junio | 16:10    |
| Talleres (RdE)         | 1 - 0     | Quilmes                | Pablo Comelli                       | 1 de julio  | 19:35    |
| Zona B                 |           |                        |                                     |             |          |
| Local                  | Resultado | Visitante              | Estadio                             | Fecha       | Hora     |
| Gimnasia y Esgrima (M) | 1 - 0     | Chaco For Ever         | Víctor Antonio Legrotaglie          | 29 de junio | 15:00    |
| Temperley              | 1 - 0     | Brown de Adrogué       | Alfredo Beranger                    | 29 de junio | 15:00    |
| Aldosivi               | 1 - 0     | Deportivo Madryn       | José María Minella                  | 30 de junio | 15:00    |
| Deportivo Morón        | 0 - 0     | Almagro                | Nuevo Francisco Urbano              | 30 de junio | 15:00    |
| Nueva Chicago          | 0 - 0     | Defensores de Belgrano | Nueva Chicago                       | 30 de junio | 15:05    |
| Gimnasia y Tiro (S)    | 0 - 3     | San Telmo              | Gigante del Norte                   | 30 de junio | 15:30    |
| Estudiantes (RC)       | 2 - 1     | Defensores Unidos      | Antonio Candini                     | 30 de junio | 16:00    |
| Mitre (SdE)            | 2 - 0     | Atlético de Rafaela    | Doctores José y Antonio Castiglione | 30 de junio | 16:00    |
| Colón                  | 1 - 1     | Atlanta                | Brigadier Estanislao López          | 30 de junio | 18:10    |
| Interzonal             |           |                        |                                     |             |          |
| Local                  | Resultado | Visitante              | Estadio                             | Fecha       | Hora     |
| Tristán Suárez         | 2 - 2     | Almirante Brown        | 20 de Octubre                       | 30 de junio | 15:00    |

| Fecha 22               | Fecha 22  | Fecha 22               | Fecha 22                      | Fecha 22   | Fecha 22 |
| Zona A                 | Zona A    | Zona A                 | Zona A                        | Zona A     | Zona A   |
| Local                  | Resultado | Visitante              | Estadio                       | Fecha      | Hora     |
| ---------------------- | --------- | ---------------------- | ----------------------------- | ---------- | -------- |
| Güemes (SdE)           | 1 - 1     | Guillermo Brown        | Arturo Miranda                | 7 de julio | 15:00    |
| Alvarado               | 0 - 3     | Agropecuario           | José María Minella            | 7 de julio | 15:00    |
| Racing (C)             | 1 - 0     | All Boys               | Miguel Sancho                 | 7 de julio | 15:00    |
| San Miguel             | 2 - 1     | Chacarita Juniors      | Malvinas Argentinas           | 7 de julio | 15:05    |
| Deportivo Maipú        | 1 - 0     | Arsenal                | Omar Higinio Sperdutti        | 7 de julio | 15:30    |
| Gimnasia y Esgrima (J) | 1 - 0     | San Martín (SJ)        | 23 de Agosto                  | 7 de julio | 16:00    |
| Patronato              | 3 - 0     | Tristán Suárez         | Presbítero Bartolomé Grella   | 7 de julio | 16:00    |
| Quilmes                | 1 - 0     | Estudiantes (BA)       | Centenario Ciudad de Quilmes  | 7 de julio | 17:30    |
| Ferro Carril Oeste     | 3 - 1     | San Martín (T)         | Arquitecto Ricardo Etcheverri | 7 de julio | 19:10    |
| Zona B                 |           |                        |                               |            |          |
| Local                  | Resultado | Visitante              | Estadio                       | Fecha      | Hora     |
| Atlético de Rafaela    | 0 - 0     | Gimnasia y Tiro (S)    | Nuevo Monumental              | 5 de julio | 21:00    |
| Almagro                | 0 - 0     | Temperley              | Tres de Febrero               | 6 de julio | 15:00    |
| Deportivo Madryn       | 1 - 0     | Mitre (SdE)            | Abel Sastre                   | 6 de julio | 15:00    |
| Atlanta                | 1 - 1     | Estudiantes (RC)       | Don León Kolbowsky            | 6 de julio | 15:00    |
| San Telmo              | 0 - 0     | Gimnasia y Esgrima (M) | Doctor Osvaldo Baletto        | 7 de julio | 13:05    |
| Defensores de Belgrano | 0 - 0     | Deportivo Morón        | Juan Pasquale                 | 7 de julio | 15:00    |
| Defensores Unidos      | 1 - 0     | Aldosivi               | Mario Losinno                 | 7 de julio | 15:00    |
| Chaco For Ever         | 0 - 1     | Nueva Chicago          | Juan Alberto García           | 7 de julio | 16:30    |
| Almirante Brown        | 0 - 0     | Colón                  | Fragata Presidente Sarmiento  | 7 de julio | 17:10    |
| Interzonal             |           |                        |                               |            |          |
| Local                  | Resultado | Visitante              | Estadio                       | Fecha      | Hora     |
| Brown de Adrogué       | 0 - 0     | Talleres (RdE)         | Lorenzo Arandilla             | 6 de julio | 15:00    |

| Fecha 23               | Fecha 23  | Fecha 23               | Fecha 23                            | Fecha 23    | Fecha 23 |
| Zona A                 | Zona A    | Zona A                 | Zona A                              | Zona A      | Zona A   |
| Local                  | Resultado | Visitante              | Estadio                             | Fecha       | Hora     |
| ---------------------- | --------- | ---------------------- | ----------------------------------- | ----------- | -------- |
| Chacarita Juniors      | 0 - 4     | Quilmes                | Chacarita Juniors                   | 13 de julio | 14:10    |
| Estudiantes (BA)       | 2 - 1     | Talleres (RdE)         | Ciudad de Caseros                   | 13 de julio | 15:00    |
| All Boys               | 1 - 0     | Alvarado               | Islas Malvinas                      | 13 de julio | 15:30    |
| Tristán Suárez         | 1 - 0     | Racing (C)             | 20 de Octubre                       | 13 de julio | 18:00    |
| Arsenal                | 0 - 0     | Ferro Carril Oeste     | El Viaducto                         | 14 de julio | 14:00    |
| Guillermo Brown        | 0 - 0     | Gimnasia y Esgrima (J) | Raúl Conti                          | 14 de julio | 15:00    |
| Agropecuario           | 3 - 1     | Güemes (SdE)           | Ofelia Rosenzuaig                   | 14 de julio | 16:00    |
| San Martín (T)         | 1 - 0     | San Miguel             | La Ciudadela                        | 14 de julio | 16:00    |
| San Martín (SJ)        | 1 - 0     | Deportivo Maipú        | Ingeniero Hilario Sánchez           | 14 de julio | 18:00    |
| Zona B                 |           |                        |                                     |             |          |
| Local                  | Resultado | Visitante              | Estadio                             | Fecha       | Hora     |
| Deportivo Morón        | 1 - 0     | Chaco For Ever         | Nuevo Francisco Urbano              | 13 de julio | 12:00    |
| Gimnasia y Esgrima (M) | 2 - 1     | Atlético de Rafaela    | Víctor Antonio Legrotaglie          | 13 de julio | 15:00    |
| Brown de Adrogué       | 0 - 2     | Almagro                | Lorenzo Arandilla                   | 13 de julio | 15:00    |
| Temperley              | 0 - 0     | Defensores de Belgrano | Alfredo Beranger                    | 13 de julio | 17:15    |
| Nueva Chicago          | 0 - 3     | San Telmo              | Nueva Chicago                       | 14 de julio | 14:00    |
| Aldosivi               | 2 - 1     | Atlanta                | José María Minella                  | 14 de julio | 15:00    |
| Gimnasia y Tiro (S)    | 0 - 0     | Deportivo Madryn       | Gigante del Norte                   | 14 de julio | 15:30    |
| Estudiantes (RC)       | 0 - 1     | Almirante Brown        | Antonio Candini                     | 14 de julio | 16:00    |
| Mitre (SdE)            | 1 - 0     | Defensores Unidos      | Doctores José y Antonio Castiglione | 14 de julio | 16:00    |
| Interzonal             |           |                        |                                     |             |          |
| Local                  | Resultado | Visitante              | Estadio                             | Fecha       | Hora     |
| Patronato              | 1 - 0     | Colón                  | Presbítero Bartolomé Grella         | 14 de julio | 16:00    |

| Fecha 24               | Fecha 24  | Fecha 24               | Fecha 24                           | Fecha 24    | Fecha 24 |
| Zona A                 | Zona A    | Zona A                 | Zona A                             | Zona A      | Zona A   |
| Local                  | Resultado | Visitante              | Estadio                            | Fecha       | Hora     |
| ---------------------- | --------- | ---------------------- | ---------------------------------- | ----------- | -------- |
| San Miguel             | 3 - 0     | Arsenal                | Malvinas Argentinas                | 20 de julio | 15:00    |
| Güemes (SdE)           | 2 - 1     | All Boys               | Arturo Miranda                     | 20 de julio | 15:00    |
| Alvarado               | 1 - 2     | Tristán Suárez         | José María Minella                 | 20 de julio | 15:30    |
| Ferro Carril Oeste     | 0 - 0     | San Martín (SJ)        | Arquitecto Ricardo Etcheverri      | 20 de julio | 21:05    |
| Deportivo Maipú        | 1 - 0     | Guillermo Brown        | Omar Higinio Sperdutti             | 21 de julio | 15:30    |
| Gimnasia y Esgrima (J) | 1 - 1     | Agropecuario           | 23 de Agosto                       | 21 de julio | 16:00    |
| Racing (C)             | 1 - 0     | Patronato              | Miguel Sancho                      | 21 de julio | 17:00    |
| Talleres (RdE)         | 2 - 1     | Chacarita Juniors      | Pablo Comelli                      | 21 de julio | 17:30    |
| Quilmes                | 1 - 2     | San Martín (T)         | Centenario Ciudad de Quilmes       | 22 de julio | 20:10    |
| Zona B                 |           |                        |                                    |             |          |
| Local                  | Resultado | Visitante              | Estadio                            | Fecha       | Hora     |
| Atlético de Rafaela    | 1 - 5     | Nueva Chicago          | Nuevo Monumental                   | 19 de julio | 18:10    |
| Chaco For Ever         | 0 - 1     | Temperley              | Juan Alberto García                | 19 de julio | 20:10    |
| Defensores de Belgrano | 3 - 0     | Brown de Adrogué       | Juan Pasquale                      | 20 de julio | 15:00    |
| Almirante Brown        | 1 - 0     | Aldosivi               | Fragata Presidente Sarmiento       | 20 de julio | 15:00    |
| Colón                  | 3 - 0     | Estudiantes (RC)       | Brigadier General Estanislao López | 20 de julio | 20:10    |
| San Telmo              | 1 - 1     | Deportivo Morón        | Doctor Osvaldo Baletto             | 21 de julio | 12:05    |
| Defensores Unidos      | 0 - 1     | Gimnasia y Tiro (S)    | Mario Losinno                      | 21 de julio | 15:00    |
| Deportivo Madryn       | 0 - 2     | Gimnasia y Esgrima (M) | Abel Sastre                        | 21 de julio | 15:30    |
| Atlanta                | 0 - 0     | Mitre (SdE)            | Don León Kolbowsky                 | 22 de julio | 17:10    |
| Interzonal             |           |                        |                                    |             |          |
| Local                  | Resultado | Visitante              | Estadio                            | Fecha       | Hora     |
| Almagro                | 1 - 0     | Estudiantes (BA)       | Tres de Febrero                    | 20 de julio | 15:00    |

| Fecha 25               | Fecha 25  | Fecha 25               | Fecha 25                            | Fecha 25    | Fecha 25 |
| Zona A                 | Zona A    | Zona A                 | Zona A                              | Zona A      | Zona A   |
| Local                  | Resultado | Visitante              | Estadio                             | Fecha       | Hora     |
| ---------------------- | --------- | ---------------------- | ----------------------------------- | ----------- | -------- |
| Tristán Suárez         | 1 - 1     | Güemes (SdE)           | 20 de Octubre                       | 27 de julio | 15:00    |
| Arsenal                | 0 - 0     | Quilmes                | El Viaducto                         | 27 de julio | 15:00    |
| Chacarita Juniors      | 1 - 1     | Estudiantes (BA)       | Chacarita Juniors                   | 27 de julio | 15:00    |
| All Boys               | 0 - 1     | Gimnasia y Esgrima (J) | Islas Malvinas                      | 28 de julio | 15:00    |
| Guillermo Brown        | 3 - 1     | Ferro Carril Oeste     | Raúl Conti                          | 28 de julio | 15:00    |
| Patronato              | 1 - 3     | Alvarado               | Presbítero Bartolomé Grella         | 28 de julio | 16:00    |
| Agropecuario           | 0 - 0     | Deportivo Maipú        | Ofelia Rosenzuaig                   | 28 de julio | 16:00    |
| San Martín (SJ)        | 2 - 0     | San Miguel             | Ingeniero Hilario Sánchez           | 28 de julio | 16:30    |
| San Martín (T)         | 1 - 0     | Talleres (RdE)         | La Ciudadela                        | 28 de julio | 19:10    |
| Zona B                 |           |                        |                                     |             |          |
| Local                  | Resultado | Visitante              | Estadio                             | Fecha       | Hora     |
| Almagro                | 1 - 0     | Defensores de Belgrano | Tres de Febrero                     | 26 de julio | 15:00    |
| Temperley              | 0 - 0     | San Telmo              | Alfredo Beranger                    | 26 de julio | 20:45    |
| Aldosivi               | 1 - 0     | Colón                  | José María Minella                  | 27 de julio | 15:00    |
| Nueva Chicago          | 1 - 1     | Deportivo Madryn       | Nueva Chicago                       | 27 de julio | 15:00    |
| Brown de Adrogué       | 0 - 0     | Chaco For Ever         | Lorenzo Arandilla                   | 27 de julio | 15:00    |
| Mitre (SdE)            | 2 - 1     | Almirante Brown        | Doctores José y Antonio Castiglione | 27 de julio | 16:00    |
| Deportivo Morón        | 1 - 1     | Atlético de Rafaela    | Nuevo Francisco Urbano              | 27 de julio | 19:10    |
| Gimnasia y Esgrima (M) | 2 - 0     | Defensores Unidos      | Víctor Antonio Legrotaglie          | 28 de julio | 15:00    |
| Gimnasia y Tiro (S)    | 1 - 0     | Atlanta                | Gigante del Norte                   | 28 de julio | 15:30    |
| Interzonal             |           |                        |                                     |             |          |
| Local                  | Resultado | Visitante              | Estadio                             | Fecha       | Hora     |
| Racing (C)             | 0 - 1     | Estudiantes (RC)       | Miguel Sancho                       | 28 de julio | 16:30    |

| Fecha 26               | Fecha 26  | Fecha 26               | Fecha 26                           | Fecha 26    | Fecha 26 |
| Zona A                 | Zona A    | Zona A                 | Zona A                             | Zona A      | Zona A   |
| Local                  | Resultado | Visitante              | Estadio                            | Fecha       | Hora     |
| ---------------------- | --------- | ---------------------- | ---------------------------------- | ----------- | -------- |
| Güemes (SdE)           | 2 - 1     | Patronato              | Arturo Miranda                     | 3 de agosto | 15:00    |
| Estudiantes (BA)       | 1 - 3     | San Martín (T)         | Ciudad de Caseros                  | 3 de agosto | 15:00    |
| San Miguel             | 1 - 0     | Guillermo Brown        | Malvinas Argentinas                | 3 de agosto | 15:00    |
| Talleres (RdE)         | 0 - 0     | Arsenal                | Pablo Comelli                      | 3 de agosto | 21:10    |
| Deportivo Maipú        | 1 - 2     | All Boys               | Omar Higinio Sperdutti             | 4 de agosto | 15:30    |
| Gimnasia y Esgrima (J) | 1 - 0     | Tristán Suárez         | 23 de Agosto                       | 4 de agosto | 16:00    |
| Alvarado               | 3 - 0     | Racing (C)             | José María Minella                 | 4 de agosto | 16:00    |
| Ferro Carril Oeste     | 3 - 0     | Agropecuario           | Arquitecto Ricardo Etcheverri      | 5 de agosto | 19:00    |
| Quilmes                | 0 - 1     | San Martín (SJ)        | Centenario Ciudad de Quilmes       | 5 de agosto | 21:05    |
| Zona B                 |           |                        |                                    |             |          |
| Local                  | Resultado | Visitante              | Estadio                            | Fecha       | Hora     |
| Deportivo Madryn       | 0 - 0     | Deportivo Morón        | Abel Sastre                        | 3 de agosto | 15:30    |
| Defensores Unidos      | 1 - 2     | Nueva Chicago          | Mario Losinno                      | 3 de agosto | 15:30    |
| Chaco For Ever         | 1 - 1     | Almagro                | Juan Alberto García                | 3 de agosto | 17:00    |
| Almirante Brown        | 0 - 0     | Gimnasia y Tiro (S)    | Fragata Presidente Sarmiento       | 3 de agosto | 19:10    |
| San Telmo              | 3 - 0     | Brown de Adrogué       | Doctor Osvaldo Baletto             | 4 de agosto | 15::00   |
| Atlanta                | 1 - 2     | Gimnasia y Esgrima (M) | Don León Kolbowsky                 | 5 de agosto | 19:00    |
| Estudiantes (RC)       | 2 - 2     | Aldosivi               | Antonio Candini                    | 5 de agosto | 19:10    |
| Atlético de Rafaela    | 1 - 0     | Temperley              | Nuevo Monumental                   | 5 de agosto | 21:00    |
| Colón                  | 1 - 2     | Mitre (SdE)            | Brigadier General Estanislao López | 5 de agosto | 21:10    |
| Interzonal             |           |                        |                                    |             |          |
| Local                  | Resultado | Visitante              | Estadio                            | Fecha       | Hora     |
| Defensores de Belgrano | 2 - 2     | Chacarita Juniors      | Juan Pasquale                      | 4 de agosto | 19:10    |

| Fecha 27               | Fecha 27  | Fecha 27               | Fecha 27                            | Fecha 27     | Fecha 27 |
| Zona A                 | Zona A    | Zona A                 | Zona A                              | Zona A       | Zona A   |
| Local                  | Resultado | Visitante              | Estadio                             | Fecha        | Hora     |
| ---------------------- | --------- | ---------------------- | ----------------------------------- | ------------ | -------- |
| Arsenal                | 1 - 1     | Estudiantes (BA)       | El Viaducto                         | 10 de agosto | 15:00    |
| San Martín (SJ)        | 3 - 1     | Talleres (RdE)         | Ingeniero Hilario Sánchez           | 10 de agosto | 16:00    |
| Tristán Suárez         | 1 - 2     | Deportivo Maipú        | 20 de Octubre                       | 10 de agosto | 19:00    |
| Guillermo Brown        | 1 - 2     | Quilmes                | Raúl Conti                          | 11 de agosto | 15:00    |
| Patronato              | 1 - 0     | Gimnasia y Esgrima (J) | Presbítero Bartolomé Grella         | 11 de agosto | 16:00    |
| Agropecuario           | 2 - 1     | San Miguel             | Ofelia Rosenzuaig                   | 11 de agosto | 16:00    |
| Racing (C)             | 2 - 0     | Güemes (SdE)           | Miguel Sancho                       | 11 de agosto | 17:00    |
| San Martín (T)         | 1 - 0     | Chacarita Juniors      | La Ciudadela                        | 11 de agosto | 17:00    |
| All Boys               | 3 - 0     | Ferro Carril Oeste     | Islas Malvinas                      | 11 de agosto | 20:00    |
| Zona B                 |           |                        |                                     |              |          |
| Local                  | Resultado | Visitante              | Estadio                             | Fecha        | Hora     |
| Deportivo Morón        | 1 - 1     | Defensores Unidos      | Nuevo Francisco Urbano              | 10 de agosto | 15:00    |
| Gimnasia y Esgrima (M) | 1 - 0     | Almirante Brown        | Víctor Antonio Legrotaglie          | 11 de agosto | 15:00    |
| Nueva Chicago          | 0 - 1     | Atlanta                | Nueva Chicago                       | 11 de agosto | 15:00    |
| Brown de Adrogué       | 1 - 0     | Atlético de Rafaela    | Lorenzo Arandilla                   | 11 de agosto | 15:00    |
| Almagro                | 1 - 1     | San Telmo              | Tres de Febrero                     | 11 de agosto | 15:00    |
| Defensores de Belgrano | 0 - 0     | Chaco For Ever         | Juan Pasquale                       | 11 de agosto | 15:00    |
| Mitre (SdE)            | 0 - 0     | Estudiantes (RC)       | Doctores José y Antonio Castiglione | 11 de agosto | 16:00    |
| Gimnasia y Tiro (S)    | 1 - 0     | Colón                  | Gigante del Norte                   | 12 de agosto | 15:30    |
| Temperley              | 0 - 1     | Deportivo Madryn       | Alfredo Beranger                    | 12 de agosto | 21:10    |
| Interzonal             |           |                        |                                     |              |          |
| Visitante              | Resultado | Local                  | Estadio                             | Fecha        | Hora     |
| Alvarado               | 1 - 0     | Aldosivi               | José María Minella                  | 11 de agosto | 15::00   |

| Fecha 28               | Fecha 28  | Fecha 28               | Fecha 28                      | Fecha 28     | Fecha 28 |
| Zona A                 | Zona A    | Zona A                 | Zona A                        | Zona A       | Zona A   |
| Local                  | Resultado | Visitante              | Estadio                       | Fecha        | Hora     |
| ---------------------- | --------- | ---------------------- | ----------------------------- | ------------ | -------- |
| Estudiantes (BA)       | 0 - 0     | San Martín (SJ)        | Ciudad de Caseros             | 17 de agosto | 13:00    |
| San Miguel             | 2 - 1     | All Boys               | Malvinas Argentinas           | 17 de agosto | 15:00    |
| Ferro Carril Oeste     | 2 - 2     | Tristán Suárez         | Arquitecto Ricardo Etcheverri | 17 de agosto | 15:00    |
| Güemes (SdE)           | 2 - 1     | Alvarado               | Arturo Miranda                | 17 de agosto | 15:00    |
| Chacarita Juniors      | 0 - 0     | Arsenal                | Chacarita Juniors             | 18 de agosto | 15:00    |
| Deportivo Maipú        | 3 - 1     | Patronato              | Omar Higinio Sperdutti        | 18 de agosto | 15:30    |
| Gimnasia y Esgrima (J) | 0 - 1     | Racing (C)             | 23 de Agosto                  | 18 de agosto | 16:00    |
| Talleres (RdE)         | 1 - 1     | Guillermo Brown        | Pablo Comelli                 | 19 de agosto | 17:05    |
| Quilmes                | 1 - 0     | Agropecuario           | Centenario Ciudad de Quilmes  | 19 de agosto | 21:05    |
| Zona B                 |           |                        |                               |              |          |
| Local                  | Resultado | Visitante              | Estadio                       | Fecha        | Hora     |
| Deportivo Madryn       | 2 - 1     | Brown de Adrogué       | Abel Sastre                   | 17 de agosto | 12:00    |
| Aldosivi               | 0 - 0     | Mitre (SdE)            | José María Minella            | 18 de agosto | 15:00    |
| San Telmo              | 1 - 2     | Defensores de Belgrano | Doctor Osvaldo Baletto        | 18 de agosto | 15:00    |
| Defensores Unidos      | 3 - 1     | Temperley              | Mario Losinno                 | 18 de agosto | 15:00    |
| Estudiantes (RC)       | 0 - 1     | Gimnasia y Tiro (S)    | Antonio Candini               | 18 de agosto | 17:00    |
| Almirante Brown        | 0 - 1     | Nueva Chicago          | Presidente Fragata Sarmiento  | 18 de agosto | 18:30    |
| Atlético de Rafaela    | 2 - 3     | Almagro                | Nuevo Monumental              | 18 de agosto | 19:00    |
| Colón                  | 1 - 0     | Gimnasia y Esgrima (M) | Brigadier Estanislao López    | 18 de agosto | 20:30    |
| Atlanta                | 1 - 0     | Deportivo Morón        | Don León Kolbowsky            | 19 de agosto | 21:10    |
| Interzonal             |           |                        |                               |              |          |
| Local                  | Resultado | Visitante              | Estadio                       | Fecha        | Hora     |
| Chaco For Ever         | 0 - 1     | San Martín (T)         | Juan Alberto García           | 17 de agosto | 21:00    |

| Fecha 29               | Fecha 29  | Fecha 29               | Fecha 29                    | Fecha 29     | Fecha 29 |
| Zona A                 | Zona A    | Zona A                 | Zona A                      | Zona A       | Zona A   |
| Local                  | Resultado | Visitante              | Estadio                     | Fecha        | Hora     |
| ---------------------- | --------- | ---------------------- | --------------------------- | ------------ | -------- |
| Arsenal                | 1 - 1     | San Martín (T)         | El Viaducto                 | 24 de agosto | 13:05    |
| Tristán Suárez         | 1 - 1     | San Miguel             | 20 de Octubre               | 24 de agosto | 19:00    |
| Guillermo Brown        | 3 - 1     | Estudiantes (BA)       | Raúl Conti                  | 25 de agosto | 15:00    |
| Alvarado               | 1 - 0     | Gimnasia y Esgrima (J) | José María Minella          | 25 de agosto | 15:00    |
| San Martín (SJ)        | 4 - 0     | Chacarita Juniors      | Ingeniero Hilario Sánchez   | 25 de agosto | 16:00    |
| Patronato              | 1 - 3     | Ferro Carril Oeste     | Presbítero Bartolomé Grella | 25 de agosto | 16:00    |
| Agropecuario           | 2 - 0     | Talleres (RdE)         | Ofelia Rosenzuaig           | 25 de agosto | 16:00    |
| Racing (C)             | 3 - 2     | Deportivo Maipú        | Miguel Sancho               | 25 de agosto | 17:00    |
| All Boys               | 0 - 0     | Quilmes                | Islas Malvinas              | 26 de agosto | 19:00    |
| Zona B                 |           |                        |                             |              |          |
| Local                  | Resultado | Visitante              | Estadio                     | Fecha        | Hora     |
| Brown de Adrogué       | 2 - 1     | Defensores Unidos      | Lorenzo Arandilla           | 24 de agosto | 15:00    |
| Defensores de Belgrano | 0 - 0     | Atlético de Rafaela    | Juan Pascuale               | 24 de agosto | 20:05    |
| Deportivo Morón        | 0 - 1     | Almirante Brown        | Nuevo Francisco Urbano      | 25 de agosto | 13:40    |
| Temperley              | 1 - 1     | Atlanta                | Alfredo Beranger            | 25 de agosto | 14:10    |
| Almagro                | 0 - 1     | Deportivo Madryn       | Tres de Febrero             | 25 de agosto | 15:00    |
| Gimnasia y Esgrima (M) | 0 - 0     | Estudiantes (RC)       | Víctor Antonio Legrotaglie  | 25 de agosto | 15:30    |
| Gimnasia y Tiro (S)    | 1 - 0     | Aldosivi               | Gigante del Norte           | 25 de agosto | 15:30    |
| Chaco For Ever         | 1 - 0     | San Telmo              | Juan Alberto García         | 25 de agosto | 16:00    |
| Nueva Chicago          | 1 - 0     | Colón                  | República de Mataderos      | 26 de agosto | 16:10    |
| Interzonal             |           |                        |                             |              |          |
| Local                  | Resultado | Visitante              | Estadio                     | Fecha        | Hora     |
| Güemes (SdE)           | 0 - 0     | Mitre (SdE)            | Arturo Miranda              | 24 de agosto | 16:05    |

| Fecha 30               | Fecha 30  | Fecha 30               | Fecha 30                            | Fecha 30        | Fecha 30 |
| Zona A                 | Zona A    | Zona A                 | Zona A                              | Zona A          | Zona A   |
| Local                  | Resultado | Visitante              | Estadio                             | Fecha           | Hora     |
| ---------------------- | --------- | ---------------------- | ----------------------------------- | --------------- | -------- |
| San Miguel             | 2 - 4     | Patronato              | Malvinas Argentinas                 | 31 de agosto    | 15:00    |
| Talleres (RdE)         | 2 - 2     | All Boys               | Pablo Comelli                       | 31 de agosto    | 15:00    |
| Estudiantes (BA)       | 1 - 0     | Agropecuario           | Ciudad de Caseros                   | 31 de agosto    | 15:00    |
| San Martin (T)         | 1 - 0     | San Martín (SJ)        | La Ciudadela                        | 31 de agosto    | 17:30    |
| Gimnasia y Esgrima (J) | 1 - 0     | Güemes (SdE)           | 23 de Agosto                        | 31 de agosto    | 21:00    |
| Chacarita Juniors      | 1 - 0     | Guillermo Brown        | Chacarita Juniors                   | 1 de septiembre | 15:00    |
| Ferro Carril Oeste     | 2 - 0     | Racing (C)             | Arquitecto Ricardo Etcheverri       | 1 de septiembre | 15:30    |
| Deportivo Maipú        | 1 - 1     | Alvarado               | Omar Higinio Sperdutti              | 1 de septiembre | 16:00    |
| Quilmes                | 0 - 1     | Tristán Suárez         | Centenario Ciudad de Quilmes        | 1 de septiembre | 20:05    |
| Zona B                 |           |                        |                                     |                 |          |
| Local                  | Resultado | Visitante              | Estadio                             | Fecha           | Hora     |
| Atlético de Rafaela    | 0 - 1     | Chaco For Ever         | Nuevo Monumental                    | 30 de agosto    | 21:10    |
| Defensores Unidos      | 1 - 1     | Almagro                | Mario Losinno                       | 31 de agosto    | 15:00    |
| Almirante Brown        | 0 - 0     | Temperley              | Fragata Presidente Sarmiento        | 31 de agosto    | 15:30    |
| Aldosivi               | 0 - 0     | Gimnasia y Esgrima (M) | José María Minella                  | 1 de septiembre | 14:10    |
| Deportivo Madryn       | 0 - 0     | Defensores de Belgrano | Abel Sastre                         | 1 de septiembre | 15:30    |
| Mitre (SdE)            | 2 - 1     | Gimnasia y Tiro (S)    | Doctores José y Antonio Castiglione | 1 de septiembre | 16:00    |
| Estudiantes (RC)       | 1 - 0     | Nueva Chicago          | Antonio Candini                     | 1 de septiembre | 18:00    |
| Colón                  | 1 - 0     | Deportivo Morón        | Brigadier General Estanislao López  | 1 de septiembre | 21:00    |
| Atlanta                | 1 - 0     | Brown de Adrogué       | Don León Kolbowsky                  | 2 de septiembre | 21:10    |
| Interzonal             |           |                        |                                     |                 |          |
| Local                  | Resultado | Visitante              | Estadio                             | Fecha           | Hora     |
| San Telmo              | 4 - 0     | Arsenal                | Doctor Osvaldo Baletto              | 31 de agosto    | 15:00    |

| Fecha 31               | Fecha 31  | Fecha 31            | Fecha 31                    | Fecha 31        | Fecha 31 |
| Zona A                 | Zona A    | Zona A              | Zona A                      | Zona A          | Zona A   |
| Local                  | Resultado | Visitante           | Estadio                     | Fecha           | Hora     |
| ---------------------- | --------- | ------------------- | --------------------------- | --------------- | -------- |
| Güemes (SdE)           | 4 - 0     | Deportivo Maipú     | Arturo Miranda              | 7 de septiembre | 15:00    |
| Agropecuario           | 2 - 0     | Chacarita Juniors   | Ofelia Rosenzuaig           | 7 de septiembre | 15:00    |
| San Martín (SJ)        | 0 - 0     | Arsenal             | Ingeniero Hilario Sánchez   | 7 de septiembre | 16:00    |
| Tristán Suárez         | 2 - 2     | Talleres (RdE)      | 20 de Octubre               | 7 de septiembre | 19:00    |
| Guillermo Brown        | 0 - 1     | San Martín (T)      | Raúl Conti                  | 8 de septiembre | 15:00    |
| Alvarado               | 0 - 2     | Ferro Carril Oeste  | José María Minella          | 8 de septiembre | 15:30    |
| Racing (C)             | 1 - 0     | San Miguel          | Miguel Sancho               | 8 de septiembre | 17:00    |
| All Boys               | 0 - 0     | Estudiantes (BA)    | Islas Malvinas              | 8 de septiembre | 17:10    |
| Patronato              | 1 - 1     | Quilmes             | Presbítero Bartolomé Grella | 8 de septiembre | 21:10    |
| Zona B                 |           |                     |                             |                 |          |
| Local                  | Resultado | Visitante           | Estadio                     | Fecha           | Hora     |
| Nueva Chicago          | 2 - 1     | Aldosivi            | República de Mataderos      | 7 de septiembre | 14:00    |
| Almagro                | 0 - 0     | Atlanta             | Tres de Febrero             | 7 de septiembre | 15:00    |
| Temperley              | 1 - 0     | Colón               | Alfredo Beranger            | 7 de septiembre | 16:00    |
| Chaco For Ever         | 0 - 1     | Deportivo Madryn    | Juan Alberto García         | 7 de septiembre | 17:00    |
| San Telmo              | 3 - 2     | Atlético de Rafaela | Alfredo Ramos               | 8 de septiembre | 13:00    |
| Brown de Adrogué       | 2 - 2     | Almirante Brown     | Lorenzo Arandilla           | 8 de septiembre | 14:00    |
| Defensores de Belgrano | 2 - 0     | Defensores Unidos   | Juan Pascuale               | 8 de septiembre | 15:00    |
| Gimnasia y Esgrima (M) | 1 - 1     | Mitre (SdE)         | Víctor Antonio Legrotaglie  | 8 de septiembre | 16:00    |
| Deportivo Morón        | 2 - 1     | Estudiantes (RC)    | Nuevo Francisco Urbano      | 8 de septiembre | 19:10    |
| Interzonal             |           |                     |                             |                 |          |
| Local                  | Resultado | Visitante           | Estadio                     | Fecha           | Hora     |
| Gimnasia y Esgrima (J) | 2 - 0     | Gimnasia y Tiro (S) | 23 de Agosto                | 8 de septiembre | 16:00    |

| Fecha 32            | Fecha 32  | Fecha 32               | Fecha 32                            | Fecha 32         | Fecha 32 |
| Zona A              | Zona A    | Zona A                 | Zona A                              | Zona A           | Zona A   |
| Local               | Resultado | Visitante              | Estadio                             | Fecha            | Hora     |
| ------------------- | --------- | ---------------------- | ----------------------------------- | ---------------- | -------- |
| Talleres (RdE)      | 1 - 0     | Patronato              | Pablo Comelli                       | 14 de septiembre | 15:00    |
| San Miguel          | 2 - 0     | Alvarado               | Malvinas Argentinas                 | 14 de septiembre | 15:00    |
| Estudiantes (BA)    | 2 - 2     | Tristán Suárez         | Ciudad de Caseros                   | 14 de septiembre | 19:00    |
| Arsenal             | 2 - 0     | Guillermo Brown        | El Viaducto                         | 15 de septiembre | 14:00    |
| Ferro Carril Oeste  | 1 - 1     | Güemes (SdE)           | Arquitecto Ricardo Etcheverri       | 15 de septiembre | 15:00    |
| Chacarita Juniors   | 0 - 1     | All Boys               | Chacarita Juniors                   | 15 de septiembre | 15:30    |
| Deportivo Maipú     | 2 - 0     | Gimnasia y Esgrima (J) | Omar Higinio Sperdutti              | 15 de septiembre | 16:00    |
| Quilmes             | 1 - 0     | Racing (C)             | Centenario Ciudad de Quilmes        | 15 de septiembre | 20:00    |
| San Martín (T)      | 1 - 0     | Agropecuario           | La Ciudadela                        | 16 de septiembre | 21:10    |
| Zona B              |           |                        |                                     |                  |          |
| Local               | Resultado | Visitante              | Estadio                             | Fecha            | Hora     |
| Gimnasia y Tiro (S) | 1 - 0     | Gimnasia y Esgrima (M) | Gigante del Norte                   | 13 de septiembre | 15:30    |
| Almirante Brown     | 1 - 2     | Almagro                | Fragata Presidente Sarmiento        | 13 de septiembre | 20:05    |
| Estudiantes (RC)    | 0 - 0     | Temperley              | Antonio Candini                     | 13 de septiembre | 21:00    |
| Aldosivi            | 3 - 0     | Deportivo Morón        | José María Minella                  | 14 de septiembre | 15:30    |
| Defensores Unidos   | 0 - 0     | Chaco For Ever         | Mario Losinno                       | 15 de septiembre | 15:00    |
| Atlanta             | 0 - 0     | Defensores de Belgrano | Don León Kolbowsky                  | 15 de septiembre | 15:00    |
| Deportivo Madryn    | 1 - 0     | San Telmo              | Abel Sastre                         | 15 de septiembre | 15:30    |
| Mitre (SdE)         | 0 - 0     | Nueva Chicago          | Doctores José y Antonio Castiglione | 15 de septiembre | 16:00    |
| Colón               | 0 - 2     | Brown de Adrogué       | Brigadier General Estanislao López  | 15 de septiembre | 17:45    |
| Interzonal          |           |                        |                                     |                  |          |
| Local               | Resultado | Visitante              | Estadio                             | Fecha            | Hora     |
| Atlético de Rafaela | 0 - 0     | San Martín (SJ)        | Nuevo Monumental                    | 14 de septiembre | 21:00    |

| Fecha 33               | Fecha 33  | Fecha 33               | Fecha 33                    | Fecha 33         | Fecha 33 |
| Zona A                 | Zona A    | Zona A                 | Zona A                      | Zona A           | Zona A   |
| Local                  | Resultado | Visitante              | Estadio                     | Fecha            | Hora     |
| ---------------------- | --------- | ---------------------- | --------------------------- | ---------------- | -------- |
| Güemes (SdE)           | 2 - 0     | San Miguel             | Arturo Miranda              | 21 de septiembre | 15:00    |
| Tristán Suárez         | 0 - 0     | Chacarita Juniors      | 20 de Octubre               | 21 de septiembre | 16:00    |
| Alvarado               | 0 - 0     | Quilmes                | José María Minella          | 22 de septiembre | 15:00    |
| Guillermo Brown        | 0 - 2     | San Martín (SJ)        | Raúl Conti                  | 22 de septiembre | 15:30    |
| Gimnasia y Esgrima (J) | 1 - 0     | Ferro Carril Oeste     | 23 de Agosto                | 22 de septiembre | 16:00    |
| Patronato              | 4 - 0     | Estudiantes (BA)       | Presbítero Bartolomé Grella | 22 de septiembre | 16:00    |
| Agropecuario           | 1 - 0     | Arsenal                | Ofelia Rosenzuaig           | 22 de septiembre | 18:00    |
| All Boys               | 0 - 1     | San Martín (T)         | Islas Malvinas              | 22 de septiembre | 19:30    |
| Racing (C)             | 1 - 1     | Talleres (RdE)         | Miguel Sancho               | 23 de septiembre | 17:15    |
| Zona B                 |           |                        |                             |                  |          |
| Local                  | Resultado | Visitante              | Estadio                     | Fecha            | Hora     |
| Atlético de Rafaela    | 0 - 0     | Deportivo Madryn       | Nuevo Monumental            | 20 de septiembre | 21:00    |
| Almagro                | 0 - 2     | Colón                  | Tres de Febrero             | 21 de septiembre | 14:00    |
| Deportivo Morón        | 1 - 2     | Mitre (SdE)            | Nuevo Francisco Urbano      | 22 de septiembre | 13:10    |
| Brown de Adrogué       | 0 - 0     | Estudiantes (RC)       | Lorenzo Arandilla           | 22 de septiembre | 15:00    |
| Nueva Chicago          | 2 - 0     | Gimnasia y Tiro (S)    | República de Mataderos      | 22 de septiembre | 15:10    |
| Defensores de Belgrano | 3 - 0     | Almirante Brown        | Juan Pascuale               | 23 de septiembre | 15:00    |
| San Telmo              | 2 - 0     | Defensores Unidos      | Doctor Osvaldo Baletto      | 23 de septiembre | 15:00    |
| Temperley              | 0 - 0     | Aldosivi               | Alfredo Beranger            | 23 de septiembre | 15:35    |
| Chaco For Ever         | 2 - 1     | Atlanta                | Juan Alberto García         | 23 de septiembre | 21:00    |
| Interzonal             |           |                        |                             |                  |          |
| Local                  | Resultado | Visitante              | Estadio                     | Fecha            | Hora     |
| Deportivo Maipú        | 0 - 0     | Gimnasia y Esgrima (M) | Omar Higinio Sperdutti      | 22 de septiembre | 17:15    |

| Fecha 34               | Fecha 34  | Fecha 34               | Fecha 34                            | Fecha 34         | Fecha 34 |
| Zona A                 | Zona A    | Zona A                 | Zona A                              | Zona A           | Zona A   |
| Local                  | Resultado | Visitante              | Estadio                             | Fecha            | Hora     |
| ---------------------- | --------- | ---------------------- | ----------------------------------- | ---------------- | -------- |
| San Miguel             | 1 - 1     | Gimnasia y Esgrima (J) | Malvinas Argentinas                 | 28 de septiembre | 13:10    |
| Estudiantes (BA)       | 1 - 0     | Racing (C)             | Ciudad de Caseros                   | 28 de septiembre | 15:00    |
| Chacarita Juniors      | 1 - 0     | Patronato              | Chacarita Juniors                   | 28 de septiembre | 15:10    |
| Talleres (RdE)         | 0 - 2     | Alvarado               | Pablo Comelli                       | 28 de septiembre | 15:30    |
| Quilmes                | 1 - 0     | Güemes (SdE)           | Centenario Ciudad de Quilmes        | 28 de septiembre | 18:05    |
| Arsenal                | 0 - 1     | All Boys               | Julio Humberto Grondona             | 29 de septiembre | 14:10    |
| San Martín (SJ)        | 0 - 0     | Agropecuario           | Ingeniero Hilario Sánchez           | 29 de septiembre | 16:30    |
| San Martín (T)         | 1 - 0     | Tristán Suárez         | La Ciudadela                        | 29 de septiembre | 18:00    |
| Ferro Carril Oeste     | 2 - 2     | Deportivo Maipú        | Arquitecto Ricardo Etcheverri       | 30 de septiembre | 17:10    |
| Zona B                 |           |                        |                                     |                  |          |
| Local                  | Resultado | Visitante              | Estadio                             | Fecha            | Hora     |
| Colón                  | 2 - 0     | Defensores de Belgrano | Brigadier General Estanislao López  | 28 de septiembre | 17:10    |
| Defensores Unidos      | 0 - 0     | Atlético de Rafaela    | Mario Losinno                       | 29 de septiembre | 15:00    |
| Almirante Brown        | 3 - 0     | Chaco For Ever         | Fragata Presidente Sarmiento        | 29 de septiembre | 15:30    |
| Aldosivi               | 2 - 0     | Brown de Adrogué       | José María Minella                  | 29 de septiembre | 15:30    |
| Gimnasia y Tiro (S)    | 1 - 1     | Deportivo Morón        | Gigante del Norte                   | 29 de septiembre | 16:00    |
| Gimnasia y Esgrima (M) | 2 - 1     | Nueva Chicago          | Víctor Antonio Legrotaglie          | 29 de septiembre | 16:10    |
| Mitre (SdE)            | 0 - 0     | Temperley              | Doctores José y Antonio Castiglione | 29 de septiembre | 17:00    |
| Estudiantes (RC)       | 1 - 0     | Almagro                | Antonio Candini                     | 29 de septiembre | 17:00    |
| Atlanta                | 2 - 0     | San Telmo              | Don León Kolbowsky                  | 30 de septiembre | 21:10    |
| Interzonal             |           |                        |                                     |                  |          |
| Local                  | Resultado | Visitante              | Estadio                             | Fecha            | Hora     |
| Deportivo Madryn       | 1 - 0     | Guillermo Brown        | Abel Sastre                         | 28 de septiembre | 19:00    |

| Fecha 35               | Fecha 35  | Fecha 35               | Fecha 35                      | Fecha 35     | Fecha 35 |
| Zona A                 | Zona A    | Zona A                 | Zona A                        | Zona A       | Zona A   |
| Local                  | Resultado | Visitante              | Estadio                       | Fecha        | Hora     |
| ---------------------- | --------- | ---------------------- | ----------------------------- | ------------ | -------- |
| Racing (C)             | 1 - 1     | Chacarita Juniors      | Miguel Sancho                 | 4 de octubre | 20:10    |
| Güemes (SdE)           | 2 - 1     | Talleres (RdE)         | Arturo Miranda                | 5 de octubre | 15:00    |
| Agropecuario           | 2 - 1     | Guillermo Brown        | Ofelia Rosenzuaig             | 5 de octubre | 17:00    |
| All Boys               | 4 - 0     | San Martín (SJ)        | Islas Malvinas                | 5 de octubre | 20:00    |
| Alvarado               | 0 - 1     | Estudiantes (BA)       | José María Minella            | 6 de octubre | 15:00    |
| Tristán Suárez         | 2 - 0     | Arsenal                | 20 de Octubre                 | 6 de octubre | 15:30    |
| Gimnasia y Esgrima (J) | 0 - 2     | Quilmes                | 23 de Agosto                  | 6 de octubre | 16:00    |
| Deportivo Maipú        | 1 - 1     | San Miguel             | Omar Higinio Sperdutti        | 6 de octubre | 17:00    |
| Patronato              | 0 - 1     | San Martín (T)         | Presbítero Bartolomé Grella   | 6 de octubre | 17:00    |
| Zona B                 |           |                        |                               |              |          |
| Local                  | Resultado | Visitante              | Estadio                       | Fecha        | Hora     |
| Defensores de Belgrano | 0 - 0     | Estudiantes (RC)       | Juan Pascuale                 | 4 de octubre | 15:00    |
| San Telmo              | 0 - 1     | Almirante Brown        | Doctor Osvaldo Baletto        | 5 de octubre | 15:10    |
| Temperley              | 1 - 1     | Gimnasia y Tiro (S)    | Alfredo Beranger              | 5 de octubre | 15:30    |
| Almagro                | 1 - 2     | Aldosivi               | Tres de Febrero               | 5 de octubre | 15:30    |
| Chaco For Ever         | 0 - 0     | Colón                  | Juan Alberto García           | 5 de octubre | 17:45    |
| Brown de Adrogué       | 2 - 2     | Mitre (SdE)            | Lorenzo Arandilla             | 6 de octubre | 15:10    |
| Deportivo Madryn       | 3 - 0     | Defensores Unidos      | Abel Sastre                   | 6 de octubre | 15:30    |
| Atlético de Rafaela    | 2 - 0     | Atlanta                | Nuevo Monumental              | 6 de octubre | 18:00    |
| Deportivo Morón        | 0 - 1     | Gimnasia y Esgrima (M) | Nuevo Francisco Urbano        | 7 de octubre | 21:05    |
| Interzonal             |           |                        |                               |              |          |
| Local                  | Resultado | Visitante              | Estadio                       | Fecha        | Hora     |
| Ferro Carril Oeste     | 1 - 2     | Nueva Chicago          | Arquitecto Ricardo Etcheverri | 7 de octubre | 20:10    |

| Fecha 36               | Fecha 36  | Fecha 36               | Fecha 36                            | Fecha 36      | Fecha 36 |
| Zona A                 | Zona A    | Zona A                 | Zona A                              | Zona A        | Zona A   |
| Local                  | Resultado | Visitante              | Estadio                             | Fecha         | Hora     |
| ---------------------- | --------- | ---------------------- | ----------------------------------- | ------------- | -------- |
| San Miguel             | 0 - 0     | Ferro Carril Oeste     | Malvinas Argentinas                 | 12 de octubre | 15:05    |
| Arsenal                | 2 - 0     | Patronato              | Julio Humberto Grondona             | 12 de octubre | 15:30    |
| Estudiantes (BA)       | 2 - 0     | Güemes (SdE)           | Ciudad de Caseros                   | 12 de octubre | 16:00    |
| San Martín (SJ)        | 3 - 2     | Tristán Suárez         | Ingeniero Hilario Sánchez           | 12 de octubre | 17:00    |
| Talleres (RdE)         | 0 - 1     | Gimnasia y Esgrima (J) | Pablo Comelli                       | 12 de octubre | 20:00    |
| Guillermo Brown        | 0 - 0     | All Boys               | Raúl Conti                          | 13 de octubre | 15:00    |
| Quilmes                | 3 - 0     | Deportivo Maipú        | Centenario Ciudad de Quilmes        | 13 de octubre | 15:00    |
| Chacarita Juniors      | 2 - 1     | Alvarado               | Chacarita Juniors                   | 13 de octubre | 15:30    |
| San Martín (T)         | 2 - 2     | Racing (C)             | La Ciudadela                        | 13 de octubre | 20:00    |
| Zona B                 |           |                        |                                     |               |          |
| Local                  | Resultado | Visitante              | Estadio                             | Fecha         | Hora     |
| Aldosivi               | 0 - 1     | Defensores de Belgrano | José María Minella                  | 12 de octubre | 15:30    |
| Colón                  | 0 - 1     | San Telmo              | Brigadier General Estanislao López  | 12 de octubre | 17:00    |
| Nueva Chicago          | 1 - 1     | Deportivo Morón        | Nueva Chicago                       | 13 de octubre | 15:00    |
| Gimnasia y Tiro (S)    | 0 - 1     | Brown de Adrogué       | Gigante del Norte                   | 13 de octubre | 16:00    |
| Mitre (SdE)            | 2 - 1     | Almagro                | Doctores José y Antonio Castiglione | 13 de octubre | 17:00    |
| Estudiantes (RC)       | 0 - 0     | Chaco For Ever         | Antonio Candini                     | 13 de octubre | 18:00    |
| Gimnasia y Esgrima (M) | 1 - 2     | Temperley              | Víctor Antonio Legrotaglie          | 13 de octubre | 19:10    |
| Almirante Brown        | 1 - 2     | Atlético de Rafaela    | Fragata Presidente Sarmiento        | 14 de octubre | 15:30    |
| Atlanta                | 1 - 1     | Deportivo Madryn       | Don León Kolbowsky                  | 14 de octubre | 21:10    |
| Interzonal             |           |                        |                                     |               |          |
| Local                  | Resultado | Visitante              | Estadio                             | Fecha         | Hora     |
| Defensores Unidos      | 3 - 3     | Agropecuario           | Mario Losinno                       | 13 de octubre | 15:30    |

| Fecha 37               | Fecha 37  | Fecha 37               | Fecha 37                      | Fecha 37      | Fecha 37 |
| Zona A                 | Zona A    | Zona A                 | Zona A                        | Zona A        | Zona A   |
| Local                  | Resultado | Visitante              | Estadio                       | Fecha         | Hora     |
| ---------------------- | --------- | ---------------------- | ----------------------------- | ------------- | -------- |
| Güemes (SdE)           | 2 - 1     | Chacarita Juniors      | Arturo Miranda                | 19 de octubre | 15:00    |
| Ferro Carril Oeste     | 0 - 2     | Quilmes                | Arquitecto Ricardo Etcheverri | 19 de octubre | 15:05    |
| Alvarado               | 0 - 2     | San Martín (T)         | José María Minella            | 19 de octubre | 16:00    |
| Racing (C)             | 3 - 1     | Arsenal                | Miguel Sancho                 | 19 de octubre | 17:00    |
| Gimnasia y Esgrima (J) | 2 - 1     | Estudiantes (BA)       | 23 de Agosto                  | 20 de octubre | 16:00    |
| Deportivo Maipú        | 0 - 0     | Talleres (RdE)         | Omar Higinio Sperdutti        | 20 de octubre | 17:00    |
| Patronato              | 0 - 3     | San Martin (SJ)        | Presbítero Bartolomé Grella   | 20 de octubre | 18:00    |
| Tristán Suárez         | 3 - 2     | Guillermo Brown        | 20 de Octubre                 | 20 de octubre | 20:00    |
| All Boys               | 3 - 0     | Agropecuario           | Islas Malvinas                | 21 de octubre | 20:00    |
| Zona B                 |           |                        |                               |               |          |
| Local                  | Resultado | Visitante              | Estadio                       | Fecha         | Hora     |
| Almagro                | 0 - 3     | Gimnasia y Tiro (S)    | Tres de Febrero               | 19 de octubre | 15:30    |
| Defensores de Belgrano | 0 - 0     | Mitre (SdE)            | Juan Pascuale                 | 19 de octubre | 15:30    |
| Defensores Unidos      | 0 - 1     | Atlanta                | Mario Losinno                 | 19 de octubre | 15:30    |
| Chaco For Ever         | 1 - 1     | Aldosivi               | Juan Alberto García           | 19 de octubre | 17:05    |
| San Telmo              | 2 - 0     | Estudiantes (RC)       | Doctor Osvaldo Baletto        | 20 de octubre | 15:30    |
| Deportivo Madryn       | 5 - 1     | Almirante Brown        | Abel Sastre                   | 20 de octubre | 15:30    |
| Atlético de Rafaela    | 0 - 0     | Colón                  | Nuevo Monumental              | 20 de octubre | 17:20    |
| Temperley              | 0 - 0     | Nueva Chicago          | Alfredo Beranger              | 20 de octubre | 19:30    |
| Brown de Adrogué       | 0 - 0     | Gimnasia y Esgrima (M) | Lorenzo Arandilla             | 21 de octubre | 20:05    |
| Interzonal             |           |                        |                               |               |          |
| Local                  | Resultado | Visitante              | Estadio                       | Fecha         | Hora     |
| San Miguel             | 0 - 1     | Deportivo Morón        | Malvinas Argentinas           | 19 de octubre | 15:30    |

| Fecha 38               | Fecha 38  | Fecha 38               | Fecha 38                            | Fecha 38      | Fecha 38 |
| Zona A                 | Zona A    | Zona A                 | Zona A                              | Zona A        | Zona A   |
| Local                  | Resultado | Visitante              | Estadio                             | Fecha         | Hora     |
| ---------------------- | --------- | ---------------------- | ----------------------------------- | ------------- | -------- |
| San Martín (T)         | 2 - 2     | Güemes (SdE)           | La Ciudadela                        | 26 de octubre | 20:00    |
| Agropecuario           | 0 - 2     | Tristán Suárez         | Ofelia Rosenzuaig                   | 27 de octubre | 15:05    |
| Guillermo Brown        | 1 - 3     | Patronato              | Raúl Conti                          | 27 de octubre | 15:05    |
| San Martín (SJ)        | 1 - 2     | Racing (C)             | Ingeniero Hilario Sánchez           | 27 de octubre | 15:05    |
| Arsenal                | 1 - 0     | Alvarado               | Julio Humberto Grondona             | 27 de octubre | 15:05    |
| Chacarita Juniors      | 0 - 0     | Gimnasia y Esgrima (J) | Chacarita Juniors                   | 27 de octubre | 15:05    |
| Estudiantes (BA)       | 2 - 1     | Deportivo Maipú        | Ciudad de Caseros                   | 27 de octubre | 15:05    |
| Talleres (RdE)         | 0 - 0     | Ferro Carril Oeste     | Pablo Comelli                       | 27 de octubre | 15:05    |
| Quilmes                | 1 - 1     | San Miguel             | Centenario Ciudad de Quilmes        | 27 de octubre | 15:05    |
| Zona B                 |           |                        |                                     |               |          |
| Local                  | Resultado | Visitante              | Estadio                             | Fecha         | Hora     |
| Colón                  | 1 - 1     | Deportivo Madryn       | Brigadier General Estanislao López  | 26 de octubre | 15:05    |
| Estudiantes (RC)       | 0 - 0     | Atlético de Rafaela    | Antonio Candini                     | 26 de octubre | 15:05    |
| Aldosivi               | 2 - 0     | San Telmo              | José María Minella                  | 26 de octubre | 15:05    |
| Mitre (SdE)            | 1 - 0     | Chaco For Ever         | Doctores José y Antonio Castiglione | 26 de octubre | 15:05    |
| Gimnasia y Tiro (S)    | 1 - 0     | Defensores de Belgrano | Gigante del Norte                   | 26 de octubre | 15:05    |
| Gimnasia y Esgrima (M) | 3 - 1     | Almagro                | Víctor Antonio Legrotaglie          | 26 de octubre | 15:05    |
| Nueva Chicago          | 1 - 1     | Brown de Adrogué       | Nueva Chicago                       | 26 de octubre | 15:05    |
| Almirante Brown        | 1 - 1     | Defensores Unidos      | Fragata Presidente Sarmiento        | 27 de octubre | 15:00    |
| Deportivo Morón        | 0 - 0     | Temperley              | Nuevo Francisco Urbano              | 31 de octubre | 15:00    |
| Interzonal             |           |                        |                                     |               |          |
| Local                  | Resultado | Visitante              | Estadio                             | Fecha         | Hora     |
| Atlanta                | 0 - 1     | All Boys               | Don León Kolbowsky                  | 27 de octubre | 15:05    |

| 1. 2. 3. 4. 5. 6. |

## Final
Se disputó entre el ganador de cada zona, a un solo partido, en sede neutral. El vencedor se consagró campeón y ascendió a la Primera División, mientras que el perdedor pasó a la segunda fase del Torneo reducido por el segundo ascenso. 
| Partido                                                        | Partido   | Partido        | Partido             | Partido        | Partido | Partido |
| Equipo 1                                                       | Resultado | Equipo 2       | Estadio             | Fecha          | Hora    |         |
| -------------------------------------------------------------- | --------- | -------------- | ------------------- | -------------- | ------- | ------- |
| Aldosivi                                                       | 2 - 0     | San Martín (T) | Gigante de Arroyito | 3 de noviembre | 15:00   |         |
| Aldosivi se consagró campeón y ascendió a la Primera División. |           |                |                     |                |         |         |

### Ficha del partido
| 1          | Guardameta     | Jorge Carranza    |     |
| 3          | Defensa        | Ignacio Guerrico  |     |
| 6          | Defensa        | Juan Sills        |     |
| 2          | Defensa        | Gonzalo Soto      |     |
| 4          | Defensa        | Rodrigo González  |     |
| 5          | Centrocampista | Marcelo Esponda   | 82' |
| 8          | Centrocampista | Gonzalo Piñeiro   | 91' |
| 10         | Centrocampista | Emanuel Guzmán    | 69' |
| 11         | Delantero      | Nicolás Laméndola | 69' |
| 7          | Delantero      | Elías Torres      |     |
| 9          | Delantero      | Agustín Colazo    | 91' |
| Entrenador | Entrenador     | Andrés Yllana     |     |

| 1          | Guardameta     | Darío Sand      |     |
| 3          | Defensa        | Lucas Diarte    |     |
| 6          | Defensa        | Agustín Dattola | 45' |
| 2          | Defensa        | Juan Orellana   |     |
| 4          | Defensa        | Gonzalo Bettini | 45' |
| 8          | Centrocampista | Ulises Vera     | 74' |
| 5          | Centrocampista | Gustavo Abregú  |     |
| 11         | Centrocampista | Matías García   | 63' |
| 7          | Centrocampista | Lautaro Fedele  | 63' |
| 9          | Delantero      | Junior Arias    |     |
| 10         | Delantero      | Juan Cuevas     |     |
| Entrenador | Entrenador     | Diego Flores    |     |

| 15 | Defensa        | Gonzalo Mottes  | 69' |
| 19 | Centrocampista | Matías Morello  | 69' |
| 18 | Centrocampista | Santiago Luján  | 82' |
| 14 | Centrocampista | Gabriel Paredes | 91' |
| 21 | Delantero      | Agustín Alonso  | 91' |

| 13 | Defensa        | Máximo Levi       | 45' |
| 16 | Centrocampista | Pablo Hernández   | 45' |
| 20 | Delantero      | Gonzalo Krusener  | 74' |
| 19 | Delantero      | Gonzalo Rodríguez | 63' |
| 18 | Delantero      | Nicolás Moreno    | 63' |

| Anotado | 10' | Nicolás Laméndola | 1 - 0 |
| Anotado | 44' | Elías Torres      | 2 - 0 |

|  |

| Amonestado | 64' | Jorge Carranza  |
| Amonestado | 64' | Emanuel Iñigez  |
| Amonestado | 74' | Marcelo Esponda |

| Amonestado | 90+2' | Lucas Diarte |

| Árbitro             | Yael Falcón Pérez     |
| Árbitros asistentes | Maximiliano Del Yesso |
| Árbitros asistentes | Sebastián Raineri     |
| Cuarto árbitro      | Lucas Cavallero       |
| VAR                 | Héctor Paletta        |
| Asistente del VAR   | Gastón Suárez         |

| 1          | Guardameta     | Jorge Carranza    |     |
| 3          | Defensa        | Ignacio Guerrico  |     |
| 6          | Defensa        | Juan Sills        |     |
| 2          | Defensa        | Gonzalo Soto      |     |
| 4          | Defensa        | Rodrigo González  |     |
| 5          | Centrocampista | Marcelo Esponda   | 82' |
| 8          | Centrocampista | Gonzalo Piñeiro   | 91' |
| 10         | Centrocampista | Emanuel Guzmán    | 69' |
| 11         | Delantero      | Nicolás Laméndola | 69' |
| 7          | Delantero      | Elías Torres      |     |
| 9          | Delantero      | Agustín Colazo    | 91' |
| Entrenador | Entrenador     | Andrés Yllana     |     |

| 1          | Guardameta     | Darío Sand      |     |
| 3          | Defensa        | Lucas Diarte    |     |
| 6          | Defensa        | Agustín Dattola | 45' |
| 2          | Defensa        | Juan Orellana   |     |
| 4          | Defensa        | Gonzalo Bettini | 45' |
| 8          | Centrocampista | Ulises Vera     | 74' |
| 5          | Centrocampista | Gustavo Abregú  |     |
| 11         | Centrocampista | Matías García   | 63' |
| 7          | Centrocampista | Lautaro Fedele  | 63' |
| 9          | Delantero      | Junior Arias    |     |
| 10         | Delantero      | Juan Cuevas     |     |
| Entrenador | Entrenador     | Diego Flores    |     |

| 15 | Defensa        | Gonzalo Mottes  | 69' |
| 19 | Centrocampista | Matías Morello  | 69' |
| 18 | Centrocampista | Santiago Luján  | 82' |
| 14 | Centrocampista | Gabriel Paredes | 91' |
| 21 | Delantero      | Agustín Alonso  | 91' |

| 13 | Defensa        | Máximo Levi       | 45' |
| 16 | Centrocampista | Pablo Hernández   | 45' |
| 20 | Delantero      | Gonzalo Krusener  | 74' |
| 19 | Delantero      | Gonzalo Rodríguez | 63' |
| 18 | Delantero      | Nicolás Moreno    | 63' |

| Anotado | 10' | Nicolás Laméndola | 1 - 0 |
| Anotado | 44' | Elías Torres      | 2 - 0 |

|  |

| Amonestado | 64' | Jorge Carranza  |
| Amonestado | 64' | Emanuel Iñigez  |
| Amonestado | 74' | Marcelo Esponda |

| Amonestado | 90+2' | Lucas Diarte |

| Árbitro             | Yael Falcón Pérez     |
| Árbitros asistentes | Maximiliano Del Yesso |
| Árbitros asistentes | Sebastián Raineri     |
| Cuarto árbitro      | Lucas Cavallero       |
| VAR                 | Héctor Paletta        |
| Asistente del VAR   | Gastón Suárez         |

## Torneo reducido por el segundo ascenso
Se disputó por eliminación directa, en cuatro etapas (primera y segunda fase, semifinales y final). Tuvo quince participantes.

### Cuadro de desarrollo
|  | Primera fase        | Primera fase                  | Primera fase        |                        |   | Segunda fase         | Segunda fase         | Segunda fase         | Segunda fase         | Segunda fase         |  |   | Semifinales                       | Semifinales                       | Semifinales                       | Semifinales                       | Semifinales                       |  |                        | Final                  | Final          | Final          |  |
|  | 2 al 4 de noviembre | 2 al 4 de noviembre           | 2 al 4 de noviembre |                        |   | 9 al 17 de noviembre | 9 al 17 de noviembre | 9 al 17 de noviembre | 9 al 17 de noviembre | 9 al 17 de noviembre |  |   | 24 de noviembre al 1 de diciembre | 24 de noviembre al 1 de diciembre | 24 de noviembre al 1 de diciembre | 24 de noviembre al 1 de diciembre | 24 de noviembre al 1 de diciembre |  |                        | 8 de diciembre         | 8 de diciembre | 8 de diciembre |  |
|  |                     |                               |                     |                        |   |                      |                      |                      |                      |                      |  |   |                                   |                                   |                                   |                                   |                                   |  |                        |                        |                |                |  |
|  |                     |                               |                     |                        |   |                      |                      |                      |                      |                      |  |   |                                   |                                   |                                   |                                   |                                   |  |                        |                        |                |                |  |
|  |                     |                               |                     |                        |   |                      |                      |                      |                      |                      |  |   |                                   |                                   |                                   |                                   |                                   |  |                        |                        |                |                |  |
|  |                     |                               |                     |                        |   |                      |                      |                      |                      |                      |  |   |                                   |                                   |                                   |                                   |                                   |  |                        |                        |                |                |  |
|  |                     |                               |                     |                        |   |                      |                      |                      |                      |                      |  |   |                                   |                                   |                                   |                                   |                                   |  |                        |                        |                |                |  |
|  |                     | 1                             | San Martín (T)      | 2                      | 2 | 4                    |                      |                      |                      |                      |  |   |                                   |                                   |                                   |                                   |                                   |  |                        |                        |                |                |  |
|  |                     |                               |                     | 2                      | 2 | 4                    |                      |                      |                      |                      |  |   |                                   |                                   |                                   |                                   |                                   |  |                        |                        |                |                |  |
|  |                     |                               | 8                   | San Telmo              | 1 | 0                    | 1                    |                      |                      |                      |  |   |                                   |                                   |                                   |                                   |                                   |  |                        |                        |                |                |  |
|  | 5.º-B               | San Telmo                     | 8                   | San Telmo              | 1 | 0                    | 1                    | 1                    |                      |                      |  |   |                                   |                                   |                                   |                                   |                                   |  |                        |                        |                |                |  |
|  | 5.º-B               | San Telmo                     |                     |                        |   |                      |                      |                      |                      |                      |  |   |                                   |                                   |                                   |                                   |                                   |  |                        |                        |                |                |  |
|  | 5.º-A               | Gimnasia y Esgrima (J)        | 0                   |                        |   |                      |                      |                      |                      |                      |  |   |                                   |                                   |                                   |                                   |                                   |  |                        |                        |                |                |  |
|  | 5.º-A               | Gimnasia y Esgrima (J)        | 0                   |                        |   |                      |                      |                      |                      |                      |  | 1 | San Martín (T)                    | 0                                 | 0                                 | 0                                 |                                   |  |                        |                        |                |                |  |
|  |                     |                               |                     |                        |   |                      |                      |                      |                      |                      |  | 1 | San Martín (T)                    | 0                                 | 0                                 | 0                                 |                                   |  |                        |                        |                |                |  |
|  |                     |                               | 4                   | Gimnasia y Esgrima (M) | 0 | 1                    | 1                    |                      |                      |                      |  |   |                                   |                                   |                                   |                                   |                                   |  |                        |                        |                |                |  |
|  | 2.º-B               | Deportivo Madryn (v.d.)       | 4                   | Gimnasia y Esgrima (M) | 0 | 1                    | 1                    | 0                    |                      |                      |  |   |                                   |                                   |                                   |                                   |                                   |  |                        |                        |                |                |  |
|  | 2.º-B               | Deportivo Madryn (v.d.)       |                     |                        |   |                      |                      |                      |                      |                      |  |   |                                   |                                   |                                   |                                   |                                   |  |                        |                        |                |                |  |
|  | 8.º-A               | San Miguel                    | 0                   |                        |   |                      |                      |                      |                      |                      |  |   |                                   |                                   |                                   |                                   |                                   |  |                        |                        |                |                |  |
|  | 8.º-A               | San Miguel                    | 0                   |                        | 3 | Deportivo Madryn     | 1                    | 1                    | 2                    |                      |  |   |                                   |                                   |                                   |                                   |                                   |  |                        |                        |                |                |  |
|  |                     |                               |                     |                        | 3 | Deportivo Madryn     | 1                    | 1                    | 2                    |                      |  |   |                                   |                                   |                                   |                                   |                                   |  |                        |                        |                |                |  |
|  |                     |                               | 6                   | Gimnasia y Esgrima (M) | 3 | 0                    | 3                    |                      |                      |                      |  |   |                                   |                                   |                                   |                                   |                                   |  |                        |                        |                |                |  |
|  | 4.º-B               | Gimnasia y Esgrima (M) (v.d.) | 6                   | Gimnasia y Esgrima (M) | 3 | 0                    | 3                    | 1                    |                      |                      |  |   |                                   |                                   |                                   |                                   |                                   |  |                        |                        |                |                |  |
|  | 4.º-B               | Gimnasia y Esgrima (M) (v.d.) |                     |                        |   |                      |                      |                      |                      |                      |  |   |                                   |                                   |                                   |                                   |                                   |  |                        |                        |                |                |  |
|  | 6.º-A               | Estudiantes (BA)              | 1                   |                        |   |                      |                      |                      |                      |                      |  |   |                                   |                                   |                                   |                                   |                                   |  |                        |                        |                |                |  |
|  | 6.º-A               | Estudiantes (BA)              | 1                   |                        |   |                      |                      |                      |                      |                      |  |   |                                   |                                   |                                   |                                   |                                   |  | Gimnasia y Esgrima (M) | Gimnasia y Esgrima (M) | 0              |                |  |
|  |                     |                               |                     |                        |   |                      |                      |                      |                      |                      |  |   |                                   |                                   |                                   |                                   |                                   |  | Gimnasia y Esgrima (M) | Gimnasia y Esgrima (M) | 0              |                |  |
|  |                     |                               | San Martín (SJ)     | San Martín (SJ)        | 2 |                      |                      |                      |                      |                      |  |   |                                   |                                   |                                   |                                   |                                   |  |                        |                        |                |                |  |
|  | 2.º-A               | San Martín (SJ)               | San Martín (SJ)     | San Martín (SJ)        | 2 | 2                    |                      |                      |                      |                      |  |   |                                   |                                   |                                   |                                   |                                   |  |                        |                        |                |                |  |
|  | 2.º-A               | San Martín (SJ)               |                     |                        |   |                      |                      |                      |                      |                      |  |   |                                   |                                   |                                   |                                   |                                   |  |                        |                        |                |                |  |
|  | 8.º-B               | Gimnasia y Tiro (S)           | 1                   |                        |   |                      |                      |                      |                      |                      |  |   |                                   |                                   |                                   |                                   |                                   |  |                        |                        |                |                |  |
|  | 8.º-B               | Gimnasia y Tiro (S)           | 1                   |                        | 2 | San Martín (SJ)      | 1                    | 2                    | 3                    |                      |  |   |                                   |                                   |                                   |                                   |                                   |  |                        |                        |                |                |  |
|  |                     |                               |                     |                        | 2 | San Martín (SJ)      | 1                    | 2                    | 3                    |                      |  |   |                                   |                                   |                                   |                                   |                                   |  |                        |                        |                |                |  |
|  |                     |                               | 7                   | All Boys               | 0 | 2                    | 2                    |                      |                      |                      |  |   |                                   |                                   |                                   |                                   |                                   |  |                        |                        |                |                |  |
|  | 4.º-A               | All Boys (v.d.)               | 7                   | All Boys               | 0 | 2                    | 2                    | 1                    |                      |                      |  |   |                                   |                                   |                                   |                                   |                                   |  |                        |                        |                |                |  |
|  | 4.º-A               | All Boys (v.d.)               |                     |                        |   |                      |                      |                      |                      |                      |  |   |                                   |                                   |                                   |                                   |                                   |  |                        |                        |                |                |  |
|  | 6.º-B               | Colón                         | 1                   |                        |   |                      |                      |                      |                      |                      |  |   |                                   |                                   |                                   |                                   |                                   |  |                        |                        |                |                |  |
|  | 6.º-B               | Colón                         | 1                   |                        |   |                      |                      |                      |                      |                      |  | 2 | San Martín (SJ) (v.d.)            | 1                                 | 1                                 | 2                                 |                                   |  |                        |                        |                |                |  |
|  |                     |                               |                     |                        |   |                      |                      |                      |                      |                      |  | 2 | San Martín (SJ) (v.d.)            | 1                                 | 1                                 | 2                                 |                                   |  |                        |                        |                |                |  |
|  |                     |                               | 3                   | Nueva Chicago          | 2 | 0                    | 2                    |                      |                      |                      |  |   |                                   |                                   |                                   |                                   |                                   |  |                        |                        |                |                |  |
|  | 3.º-B               | Nueva Chicago (v.d.)          | 3                   | Nueva Chicago          | 2 | 0                    | 2                    | 1                    |                      |                      |  |   |                                   |                                   |                                   |                                   |                                   |  |                        |                        |                |                |  |
|  | 3.º-B               | Nueva Chicago (v.d.)          |                     |                        |   |                      |                      |                      |                      |                      |  |   |                                   |                                   |                                   |                                   |                                   |  |                        |                        |                |                |  |
|  | 7.º-A               | Racing (C)                    | 1                   |                        |   |                      |                      |                      |                      |                      |  |   |                                   |                                   |                                   |                                   |                                   |  |                        |                        |                |                |  |
|  | 7.º-A               | Racing (C)                    | 1                   |                        | 4 | Nueva Chicago        | 0                    | 1                    | 1                    |                      |  |   |                                   |                                   |                                   |                                   |                                   |  |                        |                        |                |                |  |
|  |                     |                               |                     |                        | 4 | Nueva Chicago        | 0                    | 1                    | 1                    |                      |  |   |                                   |                                   |                                   |                                   |                                   |  |                        |                        |                |                |  |
|  |                     |                               | 5                   | Quilmes                | 0 | 0                    | 0                    |                      |                      |                      |  |   |                                   |                                   |                                   |                                   |                                   |  |                        |                        |                |                |  |
|  | 3.º-A               | Quilmes                       | 5                   | Quilmes                | 0 | 0                    | 0                    | 2                    |                      |                      |  |   |                                   |                                   |                                   |                                   |                                   |  |                        |                        |                |                |  |
|  | 3.º-A               | Quilmes                       |                     |                        |   |                      |                      |                      |                      |                      |  |   |                                   |                                   |                                   |                                   |                                   |  |                        |                        |                |                |  |
|  | 7.º-B               | Defensores de Belgrano        | 0                   |                        |   |                      |                      |                      |                      |                      |  |   |                                   |                                   |                                   |                                   |                                   |  |                        |                        |                |                |  |
|  | 7.º-B               | Defensores de Belgrano        | 0                   |                        |   |                      |                      |                      |                      |                      |  |   |                                   |                                   |                                   |                                   |                                   |  |                        |                        |                |                |  |
|  |                     |                               |                     |                        |   |                      |                      |                      |                      |                      |  |   |                                   |                                   |                                   |                                   |                                   |  |                        |                        |                |                |  |

- Nota: En las llaves a dos partidos, el equipo con el menor número de orden y que ocupó la primera línea es el que definió la serie como local.

### Primera fase
Los catorce participantes se enfrentaron a un solo partido, según un orden preestablecido (2.º de una zona con 8.º de la otra, 3.º con 7.º, 4.º con 6.º y 5.º con 5.º), actuando de local el mejor posicionado (en el caso de los dos quintos, se consideró el puntaje obtenido en la fase regular), el que, en caso de empate, fue el clasificado. Los siete ganadores pasaron a la segunda fase.

#### Partidos
| 2 de noviembre, 13:45 | San Telmo        | 1:0 (1:0) | Gimnasia y Esgrima (J) | Estadio Doctor Osvaldo Baletto, Isla Maciel |                           |
|                       | Larthirigoyen 1' | Reporte   |                        | Árbitro(s): Gastón Monsón                   | Árbitro(s): Gastón Monsón |

| 2 de noviembre, 17:00                                | Gimnasia y Esgrima (M) | 1:1 (0:0) | Estudiantes (BA)     | Estadio Víctor Antonio Legrotaglie, Mendoza |                                    |
|                                                      | Silba 66' (pen.)       | Reporte   | Acosta 90+10' (pen.) | Árbitro(s): Maximiliano Mascheroni          | Árbitro(s): Maximiliano Mascheroni |
| Gimnasia y Esgrima (M) avanzó por ventaja deportiva. |                        |           |                      |                                             |                                    |

| 2 de noviembre, 20:05 | Quilmes                     | 2:0 (2:0) | Defensores de Belgrano | Estadio Centenario Ciudad de Quilmes, Quilmes |                         |
|                       | Enrique 12' · Herrera 45+2' | Reporte   |                        | Árbitro(s): Ariel Penel                       | Árbitro(s): Ariel Penel |

| 3 de noviembre, 13:00                       | Nueva Chicago | 1:1 (0:1) | Racing (C) | Estadio Nueva Chicago, Buenos Aires |                              |
|                                             | Ortiz 75'     | Reporte   | Nasta 7'   | Árbitro(s): Luis Lobo Medina        | Árbitro(s): Luis Lobo Medina |
| Nueva Chicago avanzó por ventaja deportiva. |               |           |            |                                     |                              |

| 3 de noviembre, 17:00                          | Deportivo Madryn | 0:0     | San Miguel | Estadio Abel Sastre, Puerto Madryn |                           |
|                                                |                  | Reporte |            | Árbitro(s): Daniel Zamora          | Árbitro(s): Daniel Zamora |
| Deportivo Madryn avanzó por ventaja deportiva. |                  |         |            |                                    |                           |

| 3 de noviembre, 18:00 | San Martín (SJ)          | 2:1 (0:0) | Gimnasia y Tiro (S) | Estadio Ingeniero Hilario Sánchez, San Juan |                          |
|                       | González 48' · Fúnez 86' | Reporte   | Rojas 55'           | Árbitro(s): Pablo Dóvalo                    | Árbitro(s): Pablo Dóvalo |

| 4 de noviembre, 21:00                  | All Boys    | 1:1 (0:0) | Colón      | Estadio Islas Malvinas, Buenos Aires |                              |
|                                        | Ferrari 58' | Reporte   | Soñora 84' | Árbitro(s): Lucas Germanotta         | Árbitro(s): Lucas Germanotta |
| All Boys avanzó por ventaja deportiva. |             |           |            |                                      |                              |

### Segunda fase
A los siete clasificados en la primera fase se les sumó el perdedor de la final. Se confeccionó una tabla de ordenamiento según la posición y rendimiento que cada equipo consiguió en su respectiva zona, donde el perdedor de la final tuvo el primer lugar, y se enfrentaron los mejor contra los peor ubicados, sucesivamente (1 con 8, 2 con 7, 3 con 6 y 4 con 5). El mejor ubicado fue local en el segundo partido. Los cuatro ganadores pasaron a las semifinales.

#### Tabla de ordenamiento
Los equipos se ordenaron del 1 al 8, según la posición ocupada y el puntaje obtenido en su respectiva zona.
| Orden | Equipo                 | Pos. | Pts. |
| ----- | ---------------------- | ---- | ---- |
| 1     | San Martín (T)         | 1.º  | —    |
| 2     | San Martín (SJ)        | 2.º  | 70   |
| 3     | Deportivo Madryn       | 2.º  | 64   |
| 4     | Nueva Chicago          | 3.º  | 64   |
| 5     | Quilmes                | 3.º  | 60   |
| 6     | Gimnasia y Esgrima (M) | 4.º  | 63   |
| 7     | All Boys               | 4.º  | 58   |
| 8     | San Telmo              | 5.º  | —    |

#### Partidos
| 10 de noviembre, 19:20 | Quilmes | 0:0     | Nueva Chicago | Estadio Centenario Ciudad de Quilmes, Quilmes |                            |
|                        |         | Reporte |               | Árbitro(s): Bryan Ferreyra                    | Árbitro(s): Bryan Ferreyra |

| 16 de noviembre, 17:00 | Nueva Chicago | 1:0 (0:0) (Global 1:0) | Quilmes | Estadio Nueva Chicago, Buenos Aires |                                |
|                        | Paz 47'       | Reporte                |         | Árbitro(s): Juan Pablo Loustau      | Árbitro(s): Juan Pablo Loustau |

| 9 de noviembre, 17:45 | Gimnasia y Esgrima (M)               | 3:1 (2:1) | Deportivo Madryn | Estadio Víctor Antonio Legrotaglie, Mendoza |                             |
|                       | Padilla 10' · Silba 33' · Romano 84' | Reporte   | Peinipil 4'      | Árbitro(s): Emanuel Ejarque                 | Árbitro(s): Emanuel Ejarque |

| 17 de noviembre, 17:00 | Deportivo Madryn | 1:0 (0:0) (Global 2:3) | Gimnasia y Esgrima (M) | Estadio Abel Sastre, Puerto Madryn |                           |
|                        | Ferreyra 55'     | Reporte                |                        | Árbitro(s): Julio Barraza          | Árbitro(s): Julio Barraza |

| 9 de noviembre, 19:00 | All Boys | 0:1 (0:0) | San Martín (SJ) | Estadio Islas Malvinas, Buenos Aires |                           |
|                       |          | Reporte   | Fúnez 79'       | Árbitro(s): Pablo Giménez            | Árbitro(s): Pablo Giménez |

| 17 de noviembre, 18:50 | San Martín (SJ)  | 2:2 (0:0) (Global 3:2) | All Boys                   | Estadio Ingeniero Hilario Sánchez, San Juan |                             |
|                        | Casa 77', 90+10' | Reporte                | Toloza 49' · Assennato 64' | Árbitro(s): Fabrizio Llobet                 | Árbitro(s): Fabrizio Llobet |

| 9 de noviembre, 13:40 | San Telmo  | 1:2 (0:0) | San Martín (T)             | Estadio Doctor Osvaldo Baletto, Isla Maciel |                          |
|                       | Tisera 87' | Reporte   | Hernández 62' · Fedele 77' | Árbitro(s): Franco Acita                    | Árbitro(s): Franco Acita |

| 17 de noviembre, 21:10 | San Martín (T)           | 2:0 (2:0) (Global 4:1) | San Telmo | Estadio La Ciudadela, San Miguel de Tucumán |                            |
|                        | Arias 10' · Orellana 21' | Reporte                |           | Árbitro(s): Andrés Gariano                  | Árbitro(s): Andrés Gariano |

### Semifinales
Las disputaron los cuatro clasificados en la segunda fase, los que se enfrentaron según el procedimiento empleado en la fase anterior.

#### Tabla de ordenamiento
Los equipos se ordenaron del 1 al 4, según la posición ocupada en su respectiva zona.
| Orden | Equipo                 | Pos. |
| ----- | ---------------------- | ---- |
| 1     | San Martín (T)         | 1.º  |
| 2     | San Martín (SJ)        | 2.º  |
| 3     | Nueva Chicago          | 3.º  |
| 4     | Gimnasia y Esgrima (M) | 4.º  |

#### Partidos
| 25 de noviembre, 21:10 | Gimnasia y Esgrima (M) | 0:0     | San Martín (T) | Estadio Víctor Antonio Legrotaglie, Mendoza |                             |
|                        |                        | Reporte |                | Árbitro(s): Gastón Brizuela                 | Árbitro(s): Gastón Brizuela |

| 1 de diciembre, 19:05 | San Martín (T) | 0:1 (0:1) (Global 0:1) | Gimnasia y Esgrima (M) | Estadio La Ciudadela, San Miguel de Tucumán |                            |
|                       |                | Reporte                | Silba 24'              | Árbitro(s): Bryan Ferreyra                  | Árbitro(s): Bryan Ferreyra |

| 24 de noviembre, 17:00 | Nueva Chicago          | 2:1 (0:1) | San Martín (SJ) | Estadio Nueva Chicago, Buenos Aires |                         |
|                        | Maggi 47' · Vega 90+3' | Reporte   | Montagna 27'    | Árbitro(s): Ariel Penel             | Árbitro(s): Ariel Penel |

| 1 de diciembre, 19:15                         | San Martín (SJ) | 1:0 (1:0) (Global 2:2) | Nueva Chicago | Estadio Ingeniero Hilario Sánchez, San Juan |                                |
|                                               | Montagna 44'    | Reporte                |               | Árbitro(s): Fernando Echenique              | Árbitro(s): Fernando Echenique |
| San Martín (SJ) avanzó por ventaja deportiva. |                 |                        |               |                                             |                                |

### Final
La disputaron los dos clasificados en las semifinales, los que se enfrentaron a un solo partido en estadio neutral. El ganador consiguió el ascenso a la Primera División.

#### Partido
| 8 de diciembre, 17:00                           | Gimnasia y Esgrima (M) | 0:2 (0:0) | San Martín (SJ)             | Estadio Julio César Villagra, Córdoba          |                                                |
|                                                 |                        | Reporte   | F. González 55' · Fúnez 78' | Árbitro(s): Nicolás Ramírez VAR: Lucas Novelli | Árbitro(s): Nicolás Ramírez VAR: Lucas Novelli |
| San Martín (SJ) ascendió a la Primera División. |                        |           |                             |                                                |                                                |

## Partido por el tercer descenso
Lo disputó el penúltimo de cada zona, a un solo partido, en sede neutral. Al haber terminado en empate durante el tiempo regular, se disputó un tiempo suplementario. El perdedor descendió a la tercera categoría según su afiliación.
| Partido                                            | Partido       | Partido             | Partido   | Partido         | Partido |
| Equipo 1                                           | Resultado     | Equipo 2            | Estadio   | Fecha           | Hora    |
| -------------------------------------------------- | ------------- | ------------------- | --------- | --------------- | ------- |
| Talleres (RdE)                                     | 2 - 1 (t. s.) | Atlético de Rafaela | Eva Perón | 13 de noviembre | 17:00   |
| Atlético de Rafaela descendió al Torneo Federal A. |               |                     |           |                 |         |

## Goleadores
| Jugador         | Equipo                              | Goles | Jugada | Cabeza | T. libre | Penal |
| --------------- | ----------------------------------- | ----- | ------ | ------ | -------- | ----- |
| Agustín Lavezzi | Tristán Suárez                      | 18    | 12     | 1      | 0        | 5     |
| Bruno Nasta     | Racing (C)                          | 18    | 14     | 4      | 0        | 0     |
| Agustín Colazo  | Aldosivi                            | 14    | 9      | 2      | 0        | 3     |
| Nazareno Fúnez  | Atlético de Rafaela-San Martín (SJ) | 14    | 10     | 4      | 0        | 0     |
| Facundo Castro  | Nueva Chicago                       | 13    | 8      | 2      | 0        | 3     |